# Fórmula 1
El Campeonato Mundial de Fórmula 1 de la FIA, más conocido como Fórmula 1, F1 o Fórmula Uno, es la principal competición de automovilismo internacional y el campeonato de deportes de motor más popular y prestigioso del mundo. La entidad que la dirige es la Federación Internacional del Automóvil (FIA). Desde septiembre de 2016, tras la adquisición de Formula One Group, la empresa estadounidense Liberty Media es la responsable de gestionar y operar el campeonato.
A cada carrera se le denomina Gran Premio y el torneo que las agrupa es el Campeonato Mundial de Fórmula 1. La mayoría de los circuitos de carreras donde se celebran los Grandes Premios son autódromos, aunque también se utilizan circuitos callejeros y anteriormente se utilizaron circuitos ruteros. A su vez, los automóviles utilizados son monoplazas con la última tecnología disponible, siempre limitadas por un reglamento técnico; algunas mejoras que fueron desarrolladas en la Fórmula 1 terminaron siendo utilizadas en automóviles comerciales, como el freno de disco.
El inicio de la Fórmula 1 moderna se remonta al año 1950, en el que participaron escuderías como Ferrari, Alfa Romeo y Maserati. Algunas fueron reemplazadas por otras nuevas como McLaren, Williams, Red Bull y otras que volvieron como Mercedes se han alzado varias veces con el Campeonato Mundial de Constructores. Por su parte, los pilotos deben contar con la superlicencia de la FIA para competir, que se obtiene por los resultados en otros campeonatos.

## Historia

### Antecedentes

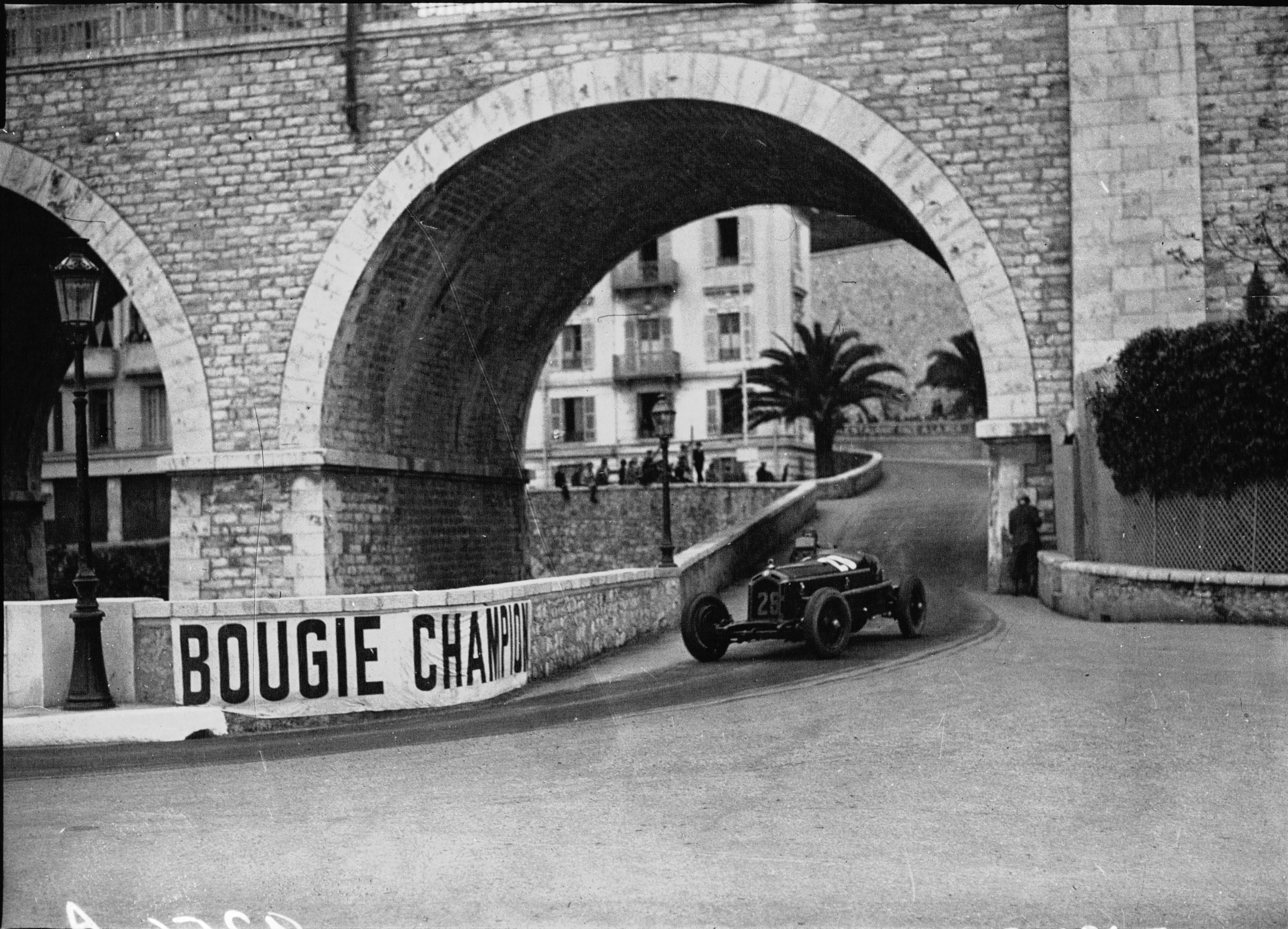
El italiano Tazio Nuvolari en el Gran Premio de Mónaco de 1932.

Las carreras de Gran Premio tienen sus raíces en las carreras automovilísticas surgidas en Francia en 1894. En un principio se trataba de eventos individuales, sin conexión y en caminos de tierra, prácticamente sin ninguna limitación. De 1927 a 1934, el número de carreras consideradas Gran Premio creció hasta alcanzar dieciocho en 1934, el máximo antes de la Segunda Guerra Mundial.

### Creación del campeonato
En 1945, inmediatamente después de la Segunda Guerra Mundial, sólo hubo cuatro carreras. Antes de la Segunda Guerra Mundial se habían establecido las reglas para las competiciones de Grand Prix, que debían obedecer tanto autos como pilotos. Estas reglas, conocidas en su conjunto como Fórmula, no se concretaron hasta que en 1947 la antigua AIACR se reorganizó, pasándose a llamar la Federación Internacional del Automóvil, conocida por las siglas "FIA". Con sede central en París, al final de la temporada de 1949 anunció que para 1950 unirían varios Grandes Premios nacionales para crear un Campeonato Mundial de Pilotos, por lo que en 1950 se celebró el primer campeonato de Fórmula 1. Por motivos económicos, en los años de 1952 y 1953 todavía se compitió con autos de Fórmula 2 y el calendario continuó incluyendo varias carreras que no eran consideradas Grandes Premios hasta 1983. Se estableció un sistema de puntuación y se reconocieron un total de siete carreras como aptas para el Campeonato del Mundo.

### Las primeras carreras (1950-1958)

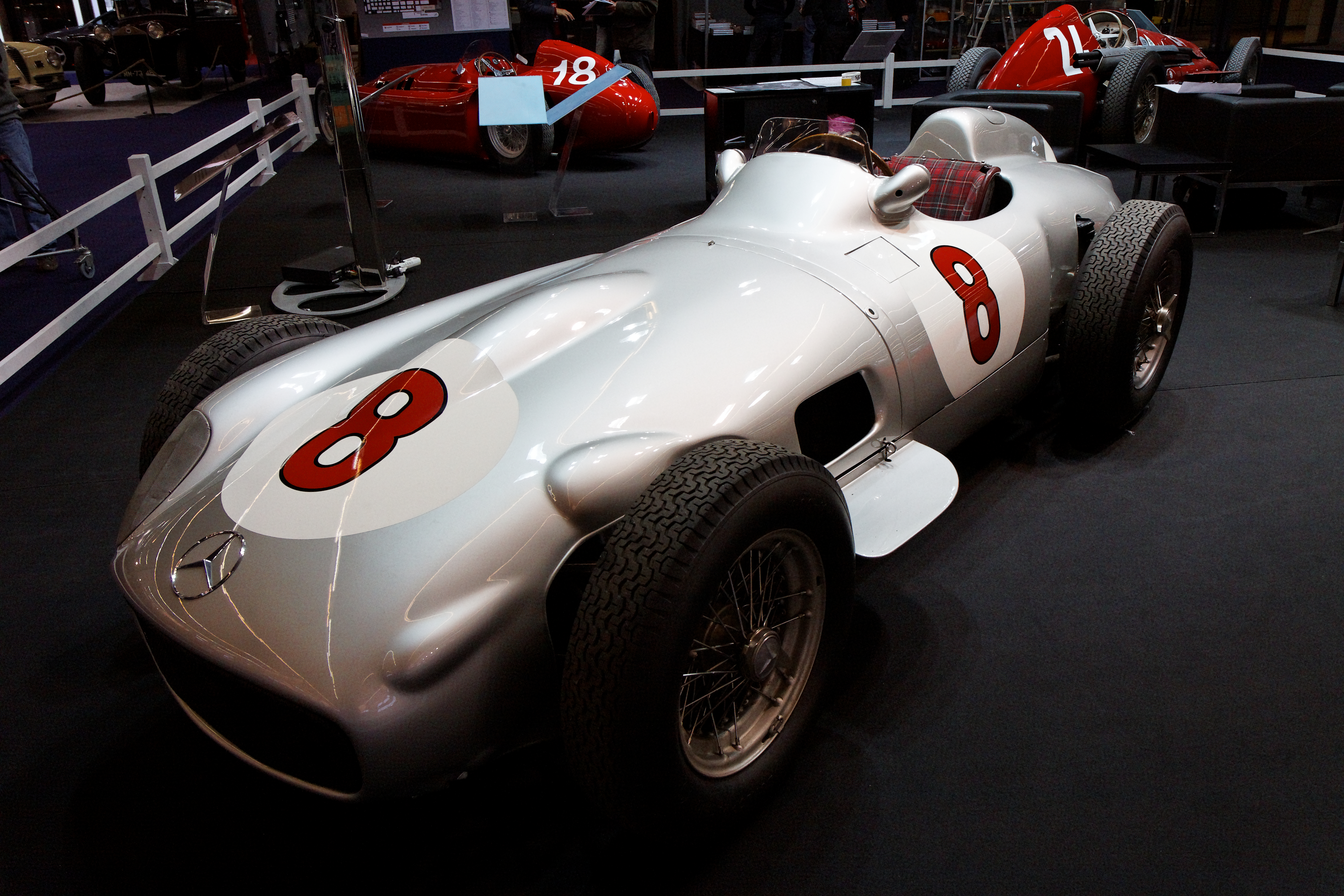
Imagen del Mercedes Benz W196 con el que Juan Manuel Fangio consiguió los títulos de y.

El primer Gran Premio se realizó el 13 de mayo de 1950 en el circuito de Silverstone y fue ganado por el italiano Giuseppe Farina, consiguiendo además el campeonato de 1950 tras vencer a su compañero de equipo, el argentino Juan Manuel Fangio (ambos en la escudería Alfa Romeo). Sin embargo, Fangio ganó el título en 1951, 1954, 1955, 1956 y 1957. Su racha fue interrumpida debido al bicampeonato del piloto de Ferrari Alberto Ascari. También en esta época se vieron pasar pilotos como el británico Stirling Moss que aunque pudo competir con regularidad, nunca fue capaz de ganar el Campeonato Mundial, y por ese motivo los ingleses lo consideran «el conductor más grande que nunca ganó un título mundial».
El periodo estuvo dominado por las escuderías dirigidas por fabricantes de automóviles —Alfa Romeo, Ferrari, Maserati y Mercedes Benz— que habían competido antes de la guerra. En las primeras temporadas se llegaron a utilizar monoplazas previos a la Segunda Guerra Mundial como el Alfa Romeo 159. Tenían motor frontal, de 1,5 litros de cilindrada sobrealimentados o de 4,5 litros de aspiración natural y neumáticos con dibujo. Los campeonatos mundiales de 1952 y 1953 se realizaron con la normativa de la Fórmula 2, con monoplazas más pequeños y menos potentes, debido al escaso número de monoplazas disponibles de Fórmula 1. Cuando se restableció el Campeonato Mundial de Fórmula 1, los motores estaban limitados a 2,5 litros; en 1954, Mercedes presentó el avanzado W196, que incluía innovaciones como distribución desmodrómica e inyección de combustible, así como una carrocería estilizada. Mercedes ganó el campeonato de conductores dos años consecutivos (1954 y 1955), antes de retirarse de todas las competiciones automovilísticas, tras el desastre de Le Mans en 1955.

### Losgarajistas(1959-1980)

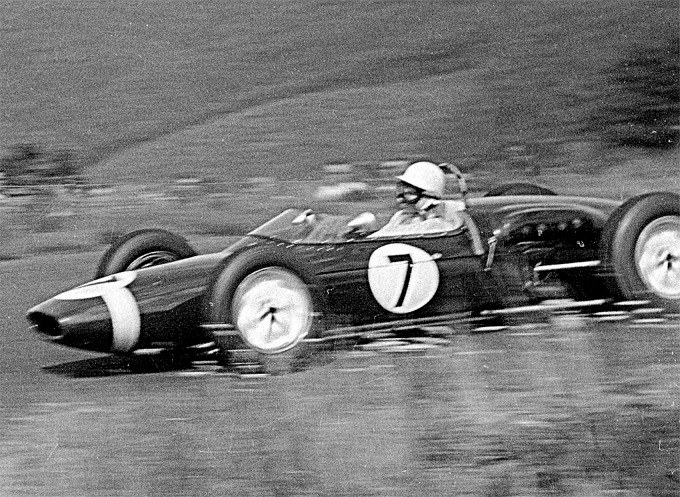
Stirling Moss en Nürburgring en.

El primer gran desarrollo tecnológico se produjo cuando la Cooper Car Company reintrodujo monoplazas con motor central (después de los pioneros Auto Union de Ferdinand Porsche en los años 1930), que evolucionaron desde los diseños de la empresa en la Fórmula 3. El australiano Jack Brabham, campeón del mundo en 1959, 1960 y 1966, pronto demostró la superioridad del nuevo diseño. En 1961, todos los competidores regulares habían cambiado a monoplazas con motor central. El Ferguson P99, con tracción a las cuatro ruedas, fue el último monoplaza de Fórmula 1 con motor frontal en participar en el Campeonato Mundial. Fue el único de su clase en participar de la 1961, tomando la partida únicamente en el Gran Premio de Gran Bretaña.
El primer británico campeón del mundo fue Mike Hawthorn, que condujo un Ferrari al título en 1958. Sin embargo, cuando Colin Chapman entró a la Fórmula 1 como diseñador de chasis y más tarde como fundador del Lotus Team, del fabricante Lotus Cars, los británicos tuvieron muchas más victorias en la siguiente década. Entre Jim Clark, Jackie Stewart, John Surtees, Jack Brabham, Graham Hill y Denny Hulme, conductores de equipos británicos y de la Mancomunidad Británica de Naciones, ganaron doce campeonatos mundiales entre 1962 y 1973.
En 1962, Lotus presentó un monoplaza con un chasis monocasco de aluminio en lugar del tradicional chasis tubular. Este resultó ser el mayor avance tecnológico desde la introducción de los monoplazas con motor central. En 1968, Lotus incluyó el logotipo de Imperial Tobacco en sus automóviles, introduciendo el patrocinio de marcas de tabaco en este deporte.
La aerodinámica adquirió lentamente importancia en el diseño de los monoplazas a partir de la aparición perfiles aerodinámicos a finales de los años 60. A finales de la década siguiente, Lotus presentó una carrocería con efecto suelo, que generaba una enorme fuerza de sustentación negativa y permitía circular a mayores velocidades en las curvas —aunque el concepto ya había sido utilizado en el Chaparral 2J de Jim Hall, en 1970—. Tan grandes eran las fuerzas aerodinámicas que presionaban los monoplazas a la pista, hasta 5 g, que fue necesario aumentar la rigidez de los muelles de la suspensión, para que influyeran menos en la altura del chasis respecto al suelo, dejando a la suspensión casi rígida. Este aumento de rigidez de la suspensión hacía depender casi en exclusiva de los neumáticos para amortiguar al chasis y al piloto respecto a las irregularidades de la superficie del circuito.

### La gran empresa (1981-)

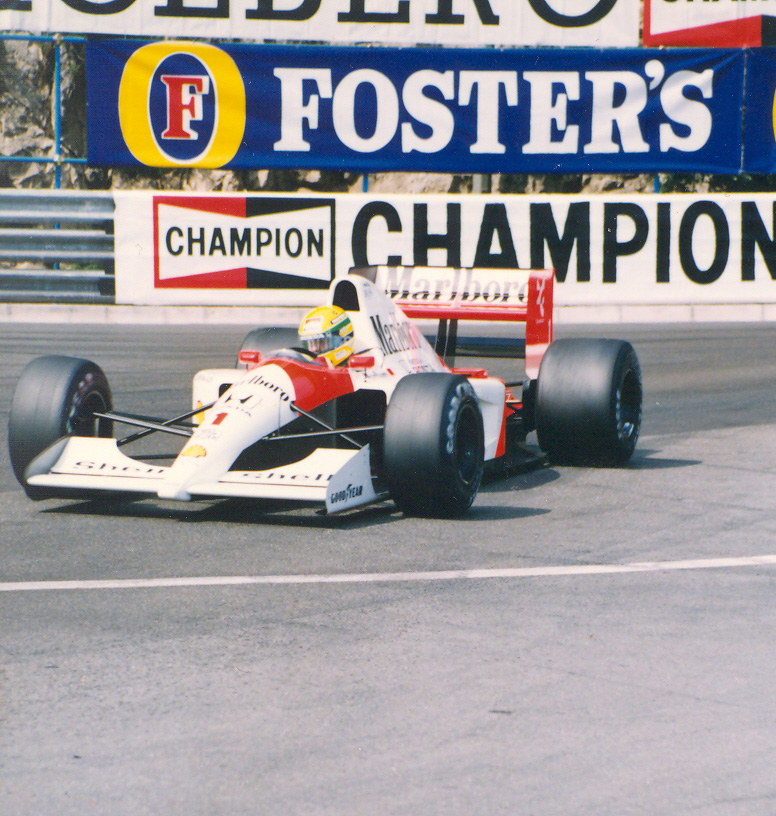
Senna venció en el Gran Premio de Mónaco de 1991 por cuarta vez a bordo de su McLaren-Honda MP4/6.

A partir de la década de 1970, Bernie Ecclestone reorganizó la gestión de los derechos comerciales de la Fórmula 1. Ecclestone es ampliamente reconocido por la transformación del deporte en un negocio de miles de millones de dólares. Cuando Ecclestone compró el equipo Brabham en 1971 se ganó un puesto en la Asociación de Constructores de Fórmula 1 (FOCA) y en 1978 se convirtió en su presidente. Antes los propietarios de los circuitos controlaban los ingresos de los equipos y negociaban con cada uno individualmente; sin embargo, Ecclestone convenció a los equipos de hacerlo en conjunto a través de FOCA. Le ofreció la Fórmula 1 a los propietarios del circuito como un paquete que podían tomar o dejar, a cambio de la publicidad a bordo.
La formación de la Fédération Internationale du Sport Automobile (FISA) durante 1979 desató la polémica FISA-FOCA, durante la cual la FISA y su presidente Jean-Marie Balestre discutieron repetidamente con FOCA sobre los ingresos de televisión y las reglamentaciones técnicas. FOCA amenazó con establecer una serie rival, boicoteó un Gran Premio y FISA retiró la sanción de las carreras. El resultado fue el Acuerdo de la Concordia de 1981, que garantizaba la estabilidad técnica, ya que los equipos iban a recibir un aviso razonable de las nuevas normativas. Aunque FISA afirmó su derecho a los ingresos de televisión, entregó la administración de los derechos a la FOCA. En 1987, la FOCA cedió la gestión de los derechos de televisión a la Formula One Promotions and Administration (FOPA), luego renombrada Formula One Management, bajo la dirección de Ecclestone.
El desarrollo de ayudas electrónicas a los pilotos comenzó durante la década de 1980. Lotus desarrolló un sistema de suspensión activa que apareció por primera vez durante el año 1982 en el Lotus 91. En 1987, este sistema fue perfeccionado y conducido a la victoria por Ayrton Senna en el Gran Premio de Mónaco de ese año. A principios de 1990 otros equipos siguieron su ejemplo y desarrollaron cajas de cambio semi-automáticas y control de tracción eran una progresión natural. La FIA, debido a las quejas de que la tecnología determinaba el resultado de las carreras más de la habilidad del piloto, prohibió muchas de estas ayudas para el año 1994. Esto dio lugar a que los monoplazas que anteriormente dependían de las ayudas electrónicas fuesen difíciles de conducir —en particular el Williams FW16—. Muchos observadores consideraron que la prohibición de las ayudas al conductor no se concretaron ya que "demostraron ser difíciles de controlar con eficacia".
Los equipos firmaron un segundo Acuerdo de la Concordia en 1992 y un tercero en 1997, que expiró el último día de 2007.
En la pista, McLaren y Williams dominaron los años 1980 y 1990; Brabham también fue competitivo durante la primera parte de la década de 1980, al ganar dos mundiales de pilotos con Nelson Piquet. Desarrollado por Porsche, Honda y Mercedes-Benz, en ese período McLaren ganó dieciséis campeonatos —siete de constructores y nueve de conductores—, mientras que Williams utilizó motores de Ford, Honda y Renault para ganar también dieciséis títulos —nueve de constructores y siete de pilotos—. La rivalidad entre los pilotos Ayrton Senna y Alain Prost se convirtió en el foco central de la F1 en 1988, y continuó hasta que el francés se retiró a finales de 1993. Senna murió en el Gran Premio de San Marino de 1994 después de chocar contra un muro en la salida de la curva de Tamburello, el mismo fin de semana en que Roland Ratzenberger perdió la vida en un accidente durante la clasificación del sábado. La FIA ha trabajado para mejorar las normas de seguridad de este deporte. Desde entonces, ningún piloto había muerto en la pista al volante de un monoplaza de Fórmula 1 hasta 2015 con la muerte de Jules Bianchi accidentado en 2014 en Suzuka, si bien también tres comisarios de pista han perdido la vida: uno en el Gran Premio de Italia de 2000, el segundo en el Gran Premio de Australia 2001 y el tercero en el Gran Premio de Canadá de 2013.
Los pilotos de los equipos McLaren, Williams y Benetton Renault, y Ferrari, ganaron cada campeonato del mundo de 1984 a 2008 y los propios equipos ganaron cada campeonato de constructores entre 1979 y 2008. Debido a los avances tecnológicos de la década de 1990, el costo de competir en la Fórmula 1 ha aumentado dramáticamente. Este aumento de las cargas financieras, combinado con el predominio de los cuatro equipos —en gran parte financiados por grandes fabricantes de automóviles como Mercedes-Benz—, hizo que los equipos más pobres e independientes lucharan no solo para mantener la competitividad, sino para mantenerse en el negocio, y obligó a varios equipos a retirarse. Desde 1990, veintiocho equipos se han retirado de la Fórmula 1.

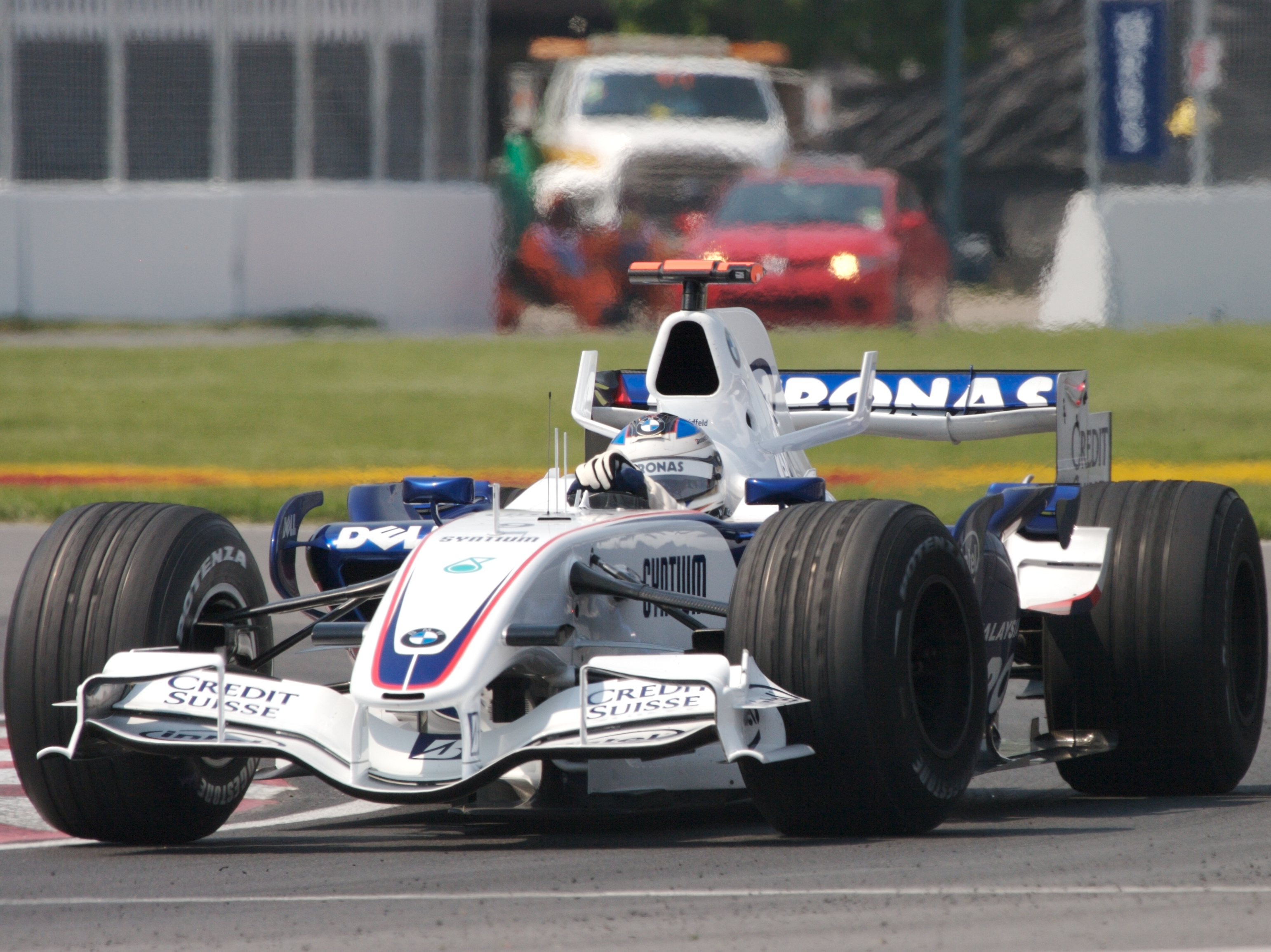
BMW ingresó como equipo a la Fórmula 1 en 2006.

### El regreso de los fabricantes
Michael Schumacher y Ferrari ganaron cinco campeonatos de pilotos (2000-2004) y seis de constructores (1999-2004) consecutivos, algo sin precedentes. Schumacher estableció muchos récords nuevos, incluidos los de victorias de Gran Premio (91), victorias en una temporada (trece de dieciocho), y más títulos de conductores (siete). La racha de Schumacher terminó el 25 de septiembre de 2005, cuando el piloto de Renault Fernando Alonso se convirtió en el campeón más joven de la Fórmula 1 hasta ese momento. Durante el año 2006, Renault y Alonso volvieron a ganar ambos títulos. Schumacher se retiró a finales de 2006 después de dieciséis años en la Fórmula 1, pero salió de su retiro para la temporada 2010, corriendo para el recién formado equipo Mercedes, durante tres temporadas.
Durante este período la FIA cambió con frecuencia las reglas del campeonato con la intención de mejorar la acción en la pista y la reducción de costes. Las órdenes de equipo, legales desde que el torneo inició en 1950, fueron prohibidas en 2002 después de varios incidentes en los que los equipos abiertamente manipularon los resultados de la carrera, generando publicidad negativa. El caso más famoso fue el del Gran Premio de Austria de 2002 por el equipo Ferrari pero volverían a ser legales para la temporada 2011. Otros cambios incluyen el formato de clasificación, el sistema de puntuación, los reglamentos técnicos y normas que especifican la duración de los motores y los neumáticos, entre otros. Una "guerra de neumáticos" entre proveedores Michelin y Bridgestone generó un nuevo conflicto que se reflejó en el Gran Premio de los Estados Unidos de 2005, en Indianápolis, en el que siete de los diez equipos no compitieron cuando se consideró el uso de sus neumáticos Michelin como peligroso en la curva de óvalo del circuito mixto del lugar, lo que llevó a que Bridgestone fuera el proveedor de neumáticos exclusivos en la categoría para la temporada 2007. Durante el año 2006, Max Mosley esbozó un futuro "verde" para la Fórmula 1, en el que el uso eficiente de la energía se convertiría en un factor importante.
Desde 1983, la Fórmula 1 había sido dominado por equipos especializados en carreras, como Williams, McLaren y Benetton, usando motores suministrados por los grandes fabricantes de automóviles como Mercedes-Benz, Honda, Renault y Ford. A partir de 2000, con la creación del equipo Jaguar, de poco éxito, los nuevos equipos de propiedad del fabricante entraron en la Fórmula 1 por primera vez desde la salida de Alfa Romeo y Renault a finales de 1985. Para el año 2006, los equipos de fabricantes como Renault, BMW, Toyota, Honda y Ferrari dominaron el torneo, teniendo cinco de los seis primeros lugares en el campeonato de constructores. La única excepción fue McLaren, que en ese momento era parte-propiedad de Mercedes Benz.

### Declive de los fabricantes

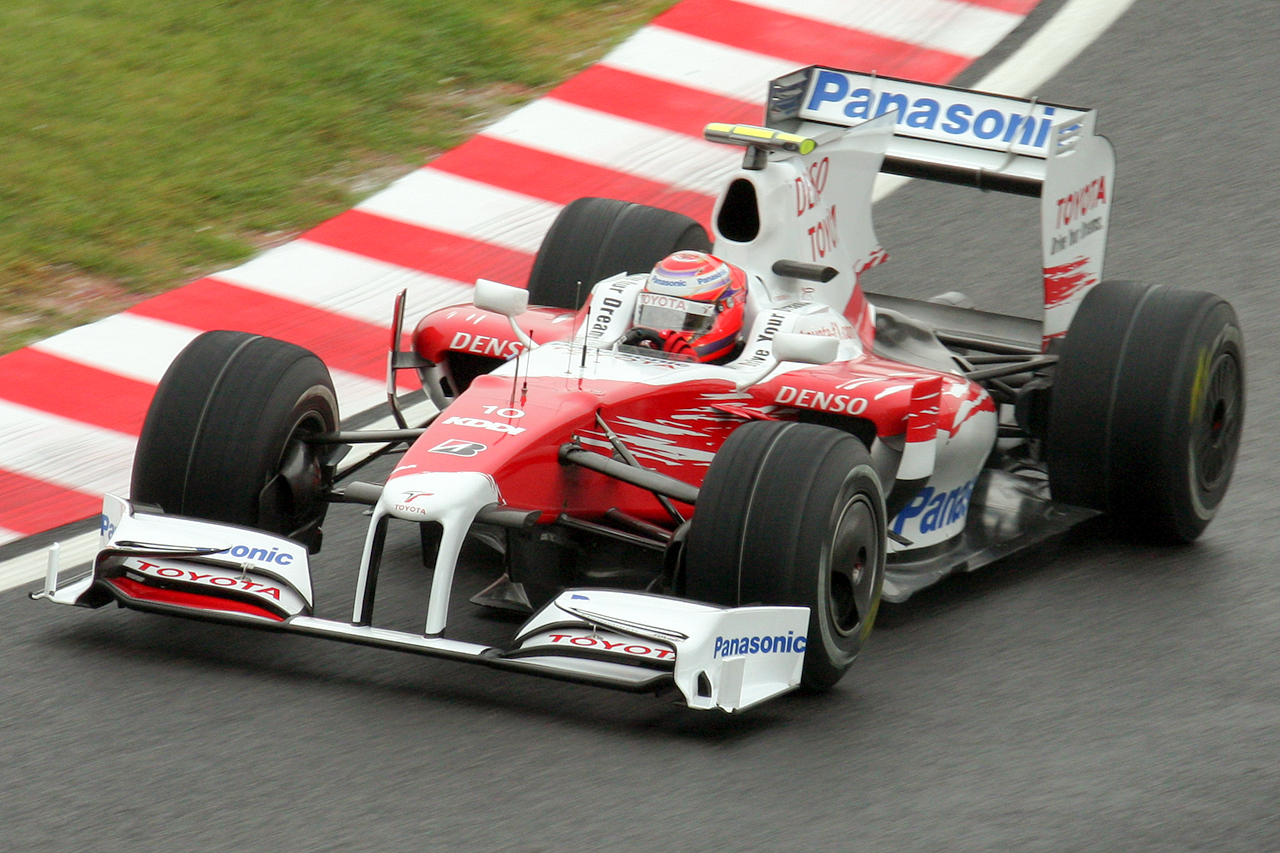
Después de competir ocho temporadas consecutivas, Toyota se despidió de la Fórmula 1 en 2009.

A finales de los años 2000, como consecuencia de la crisis económica, se produjo la retirada de varias escuderías de la F1: Honda y Super Aguri a fines de 2008, y BMW y Toyota a fines de 2009. Por su parte, Mercedes-Benz formó su propio equipo en 2010, inicialmente llamado Mercedes GP, a la vez que retiró paulatinamente su apoyo económico a McLaren.
En esta época Red Bull y Sebastian Vettel dominaron desde el 2010 hasta el 2013, ganando cuatro campeonatos de pilotos y equipos consecutivos.
El empresario malayo Tony Fernandes intentó que otro histórico constructor, Team Lotus, regresara a la Fórmula 1 a partir de 2010. Para eso, inscribió a una escudería anglo-malaya bajo la denominación Lotus Racing, mientras que en su última temporada utilizó el nombre e imagen del mítico Team Lotus, tras adquirir durante 2010 los derechos de la marca Team Lotus y su patrimonio histórico. Esto generó que fuese considerado por varios medios de prensa especializados como la continuación del histórico equipo de Chapman. La reaparición de Team Lotus en la Fórmula 1 trajo algunas polémicas con su empresa "hermana", Lotus Cars. El 27 de mayo de 2011, el Tribunal Superior dictaminó que el equipo podría seguir utilizando el nombre Lotus en la F1 y se confirmó a Fernandes como el propietario del nombre Team Lotus con el derecho a llamar a sus monoplazas "Lotus" y usar el logotipo de la marca según los términos del acuerdo de 1985 entre Lotus Cars y Team Lotus. Sin embargo, a partir de 2012 su plaza fue reemplazada por Caterham Cars bajo la denominación de Caterham F1 Team, para evitar posibles disputas legales con Lotus Cars (propietario de los autos Lotus), por el derecho al uso del nombre "Lotus" en Fórmula 1. Esta modificación permitió que, desde 2012 hasta 2015, Genii Capital, comprador de Renault, compitiera en Fórmula 1 como Lotus F1 Team, junto con el patrocinio de Lotus Cars. Caterham fue embargada y exonerada de correr las primeras fechas de 2015 en espera de conseguir un comprador.

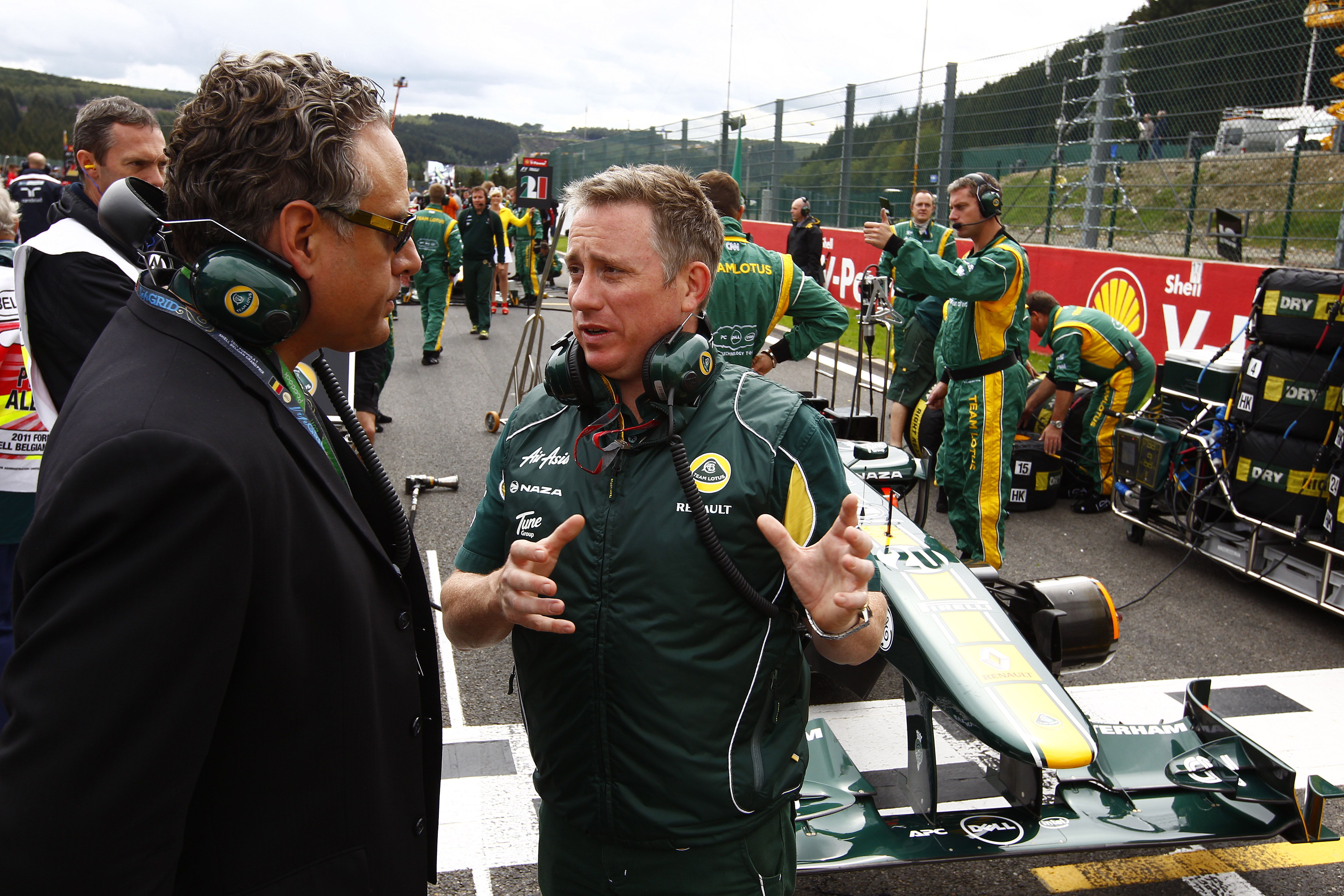
Plantilla de Team Lotus, ubicados en la parrilla de salida del Gran Premio de Bélgica de 2011.

En 2011 surgieron rumores de la venta de la categoría a capitales privados, pero fueron rápidamente desmentidos por el propio Ecclestone. En 2014 fue acusado de corrupción por un medio alemán, pero fue exonerado y la apelación fue rechazada.
El equipo Manor (anteriormente Virgin en su debut en 2010, comprado y renombrado como Marussia en 2012 y como Manor en 2016) cerró sus puertas después del fin de la temporada 2016. Ante esta crisis, la Comisión europea formó una comisión de investigación para ver cómo se distribuyen los 714 millones de euros que tuvo la Fórmula 1 en concepto de ingresos comerciales. Si bien algunos opinan que la categoría está sufriendo una crisis económica, Ecclestone dijo que no hay tal cosa y que el problema se debe a la mala administración de los llamados «equipos chicos», que «gastaron más de lo que tenían».

### Era híbrida y nuevos dueños
En 2014, la Fórmula 1 llevó adelante un gran cambio reglamentario, remplazando los motores V8 por los V6 de 1.6 litros turboalimentados. Los monoplazas ahora cuentan con un sistema de propulsión híbrido, al agregar un sistema de recuperación de energía. A Mercedes, Ferrari y Renault se sumó Honda en 2015 como proveedora de motores de McLaren, siendo los únicos cuatro fabricantes de esta era.
Lewis Hamilton y Mercedes dominaron el comienzo de la era híbrida. Su compañero de equipo Nico Rosberg ganó en 2016, pero a partir de 2017 Hamilton ganó otros cuatro títulos consecutivos, igualando la cifra de Michael Schumacher de 7 títulos mundiales. En 2021 se vivió una de las más álgidas batallas por el título entre Hamilton y Max Verstappen, duelo que se acabaría llevando el neerlandés.
El desarrollo de motores y el cambio reglamentario de 2017, en el que se mejoró la carga aerodinámica, produjo que los monoplazas sean los más rápidos de la historia.
El Formula One Group es controlado desde septiembre de 2016 por la empresa estadounidense Liberty Media, propiedad de John C. Malone. Bernie Ecclestone continuó como director ejecutivo de la empresa hasta el 23 de enero de 2017, tras 39 años al mando de los negocios de la Fórmula 1.

### La nueva era
Después de la pandemia, que hizo retrasar el mayor cambio aerodinámico en la Fórmula 1 en 40 años de 2021 a 2022, por fin se produjo. Los monoplazas adoptaron el llamado efecto suelo, y se simplificaron muchas partes del auto, como los alerones, para reducir las turbulencias que cada pieza produce, y por consecuencia, el aire sucio, que hace que el monoplaza de atrás le cuesta más acercarse. Esto se ha hecho para mejorar el espectáculo, que los monoplazas se puedan seguir más de cerca. Además, se ha producido una congelación de los motores, donde solo se puede mejorar la fiabilidad de los mismos, hasta el cambio que se producirá en 2026.

## Deporte y reglamento
El reglamento de la Fórmula 1, elaborado por la Federación Internacional del Automóvil, está dividido en dos partes principales. Una de ellas (Technical Regulations) se refiere a las condiciones técnicas de los monoplazas y la otra (Sporting Regulations) se centra en las condiciones en que se deben desarrollar los eventos, así como las reglas de puntuación y de penalización. Además, en todo evento de Fórmula 1 deben contemplarse las prescripciones generales de la FIA.

### Puntuación y orden del campeonato

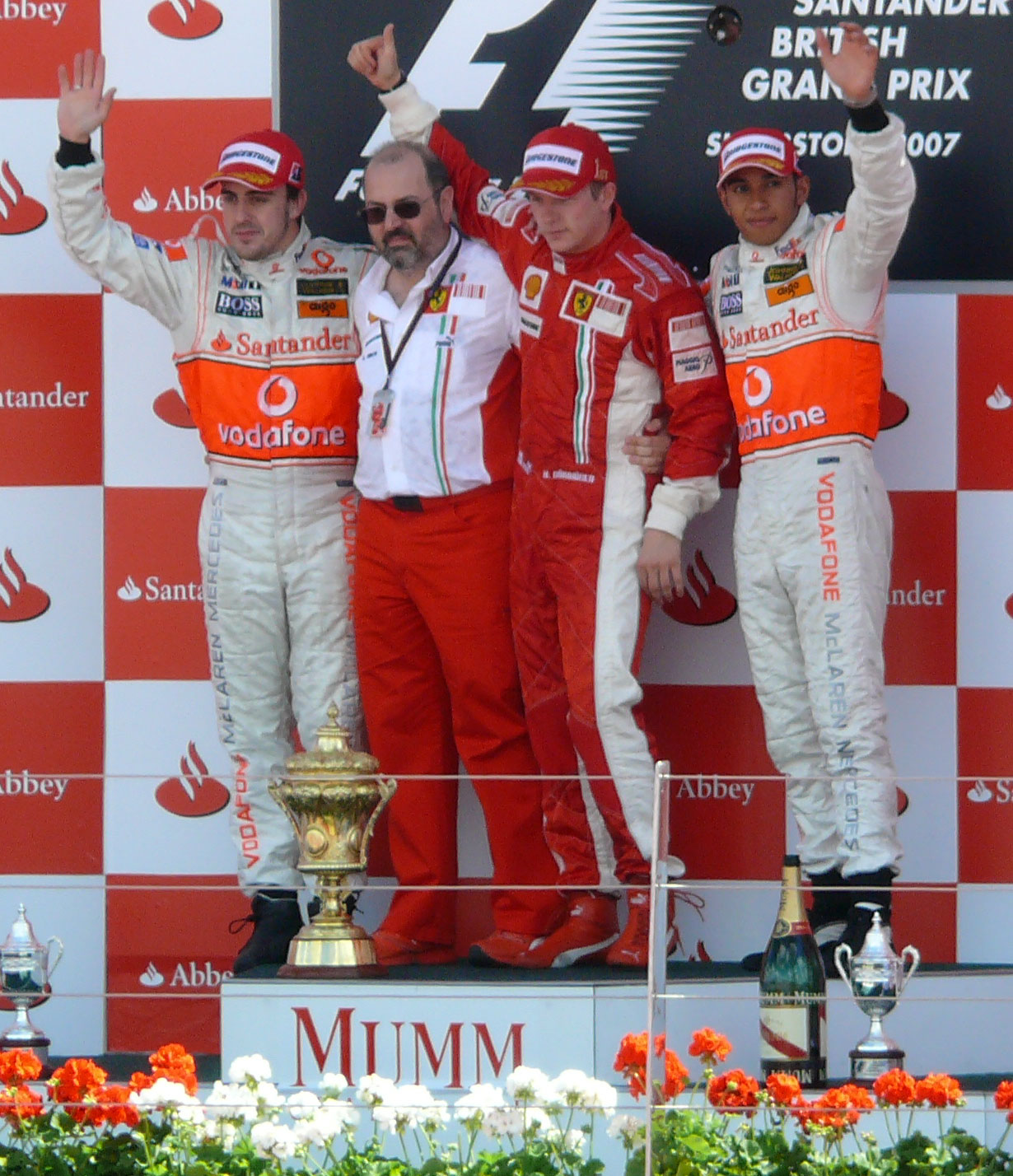
Podio del Gran Premio de Gran Bretaña de 2007. En aquella temporada, el campeonato se definió por un solo punto a favor de Kimi Räikkönen (Ferrari), sobre Lewis Hamilton (McLaren) y Fernando Alonso (McLaren).

A lo largo de los años, el orden de puntuación para los pilotos y los constructores ha ido variando, pero siempre se ha premiado más a los primeros que a los últimos, excepto entre 1950 y 1959, que también puntuaba el piloto que registrase la vuelta rápida de la carrera.
La puntuación actual en un Gran Premio se distribuye de la siguiente manera: el ganador de la prueba conseguirá 25 puntos; el segundo clasificado, 18; el tercero, 15; el cuarto, 12; el quinto, 10; el sexto, 8; el séptimo, 6; el octavo, 4; el noveno, 2; y el décimo, 1 punto. Durante décadas, la puntuación ha determinado el orden en la clasificación del campeonato del mundo de pilotos y de constructores, pues quien tuviera más puntos sería el campeón, y en caso de empate decidirían las mejores posiciones en carrera. En el caso de los constructores, la suma de los puntos de sus pilotos determina los puntos totales del equipo y la posición del mismo en el campeonato.
En 2014 la última carrera del campeonato recibió puntos dobles. Inicialmente Ecclestone propuso que esta idea se aplicara a las últimas tres fechas para dar emoción al campeonato, pero se aplicó solo al Gran Premio de Abu Dabi. Esta medida recibió duras críticas y no produjo los resultados deseados en los campeonatos de pilotos o de constructores, por lo cual fue dejada de lado y no se aplicó en la temporada 2015.
Desde 2015, y por decisión de la mayoría de pilotos en una reunión preestablecida, la puntuación doble en la última carrera del campeonato se descarta y se mantiene la puntuación establecida desde 2010 hasta 2013. Desde 2019, y al igual que desde 1950 hasta 1959, se otorgara un punto al piloto de entre los diez primeros clasificados que consiga la vuelta rápida, perdiendo el efecto cuando el piloto que consigue la vuelta rápida está ubicado en undécimo lugar o inferior, esto se suprimió para la temporada 2025.
Si los dos automóviles de un equipo acaban en los puntos, ambos computan en el Campeonato de Constructores. El número total de puntos ganados en cada carrera se suman, y el conductor y el constructor con más puntos al final de la temporada son campeones del mundo en su categoría correspondiente. Si un piloto cambia de equipo durante la temporada, mantiene todos los puntos para su campeonato que haya conquistado con el equipo anterior.
Para recibir puntos un piloto debe clasificar, es decir, completar al menos el 90% de la distancia total recorrida por el ganador. Sin embargo, en ciertas condiciones es posible recibir puntos incluso si se retira antes de concluir la carrera.
En caso de que el ganador complete menos del 75% de las vueltas de carrera, solo se otorga la mitad de los puntos a pilotos y constructores. Esto ha ocurrido solo cinco veces en la historia de la Fórmula 1, la última vez fue en el Gran Premio de Bélgica 2021. Esta circunstancia decidió al ganador del campeonato en una ocasión.
| Posición | 1950-59  | 1960     | 1961-1990 | 1991-2002 | 2003-09   | 2010-2018 | 2019-2024 | 2025-     |
| -------- | -------- | -------- | --------- | --------- | --------- | --------- | --------- | --------- |
| 1.º      | 8 puntos | 8 puntos | 9 puntos  | 10 puntos | 10 puntos | 25 puntos | 25 puntos | 25 puntos |
| 2.º      | 6 puntos | 6 puntos | 6 puntos  | 6 puntos  | 8 puntos  | 18 puntos | 18 puntos | 18 puntos |
| 3.º      | 4 puntos | 4 puntos | 4 puntos  | 4 puntos  | 6 puntos  | 15 puntos | 15 puntos | 15 puntos |
| 4.º      | 3 puntos | 3 puntos | 3 puntos  | 3 puntos  | 5 puntos  | 12 puntos | 12 puntos | 12 puntos |
| 5.º      | 2 puntos | 2 puntos | 2 puntos  | 2 puntos  | 4 puntos  | 10 puntos | 10 puntos | 10 puntos |
| 6.º      | -        | 1 punto  | 1 punto   | 1 punto   | 3 puntos  | 8 puntos  | 8 puntos  | 8 puntos  |
| 7.º      | -        | -        | -         | -         | 2 puntos  | 6 puntos  | 6 puntos  | 6 puntos  |
| 8.º      | -        | -        | -         | -         | 1 punto   | 4 puntos  | 4 puntos  | 4 puntos  |
| 9.º      | -        | -        | -         | -         | -         | 2 puntos  | 2 puntos  | 2 puntos  |
| 10.º     | -        | -        | -         | -         | -         | 1 punto   | 1 punto   | 1 puntos  |
| VR       | 1 punto  | -        | -         | -         | -         | -         | 1 punto   | -         |

### Sistemas de seguridad
Las banderas en la Fórmula 1, y por extensión en el automovilismo, son imprescindibles pues es la manera en que los comisarios de pista se comunican con los pilotos. Es como saberse las señales de tráfico: los conductores deben de conocer y respetar las distintas banderas. Las dimensiones mínimas son 60 cm × 80 cm, excepto la roja y la de cuadros que tienen que ser cómo mínimo de 80 × 100 cm.
| Bandera | Color y patrones                                                     | Descripción                                                            | Presentación             | Significado |
| ------- | -------------------------------------------------------------------- | ---------------------------------------------------------------------- | ------------------------ | --- |
|         | Bandera verde                                                        | Bandera verde                                                          | Agitada                  | El peligro ha pasado y se puede volver a adelantar. Cuando el director de carrera lo requiera, se puede mostrar también durante la vuelta de calentamiento, al principio de una sesión de entrenamientos de forma simultánea en todos los puestos de señalización, cuando se anuncia la largada, previo encendido de los semáforos, o cuando entra el auto de seguridad al garaje. |
|         | Bandera roja                                                         | Bandera roja                                                           | Agitada                  | Detención de los entrenamientos o de la carrera ya sea por un accidente o por causas meteorológicas. Todos los pilotos deben reducir inmediatamente su velocidad, detenerse si es necesario y volver a los boxes —o al lugar previsto por el reglamento de la prueba—. Está prohibido adelantar. Esta bandera se muestra únicamente por orden del director de carrera. Todos los semáforos del trazado se pondrán en rojo. Si ocurre al iniciar la carrera o durante el reinicio sin completar la vuelta o al menos el primer sector, todos los pilotos deben devolverse a sus posiciones de origen desde la última vuelta sin bandera roja. |
|         | Bandera amarilla                                                     | Bandera amarilla o Precaución                                          | Agitada                  | Peligro, no se permite el adelantamiento y se debe reducir la velocidad. Puede ser mostrada a los pilotos de dos formas diferentes: - Una bandera amarilla: reducir la velocidad, no adelantar y estar preparados para variar la trazada debido a la presencia de un peligro en un borde de la pista o en una parte de la misma. - Dos banderas amarillas: reducir la velocidad, no adelantar y prepararse para variar la trazada o incluso para detenerse debido a la presencia de un peligro que obstruye la pista total o parcialmente. Se muestran normalmente en el puesto de señalización inmediatamente anterior al peligro, aunque en algunas ocasiones se pueden mostrar en más de uno. La presencia de esta bandera antes de la salida, por la imposibilidad de algún conductor de empezar, obliga a la cancelación de la salida. En ese caso, los semáforos se pondrán en amarillo. Al reiniciar, se suele realizar otra vuelta de formación. |
|         | Bandera amarilla con letreros SC o con un marcado VSC en los paneles | Virtual Safety Car o Auto de seguridad                                 | Agitada la amarilla      | El coche de seguridad —safety car en inglés— está interviniendo en la pista, por lo hay que reducir la velocidad, no adelantar, e incluso estar preparados para detenerse y variar la trazada ya que un peligro obstruye de forma total o parcial la pista. Si en los paneles aparece VSC, significa coche de seguridad virtual. Los coches tienen que ir a una velocidad reducida y controlada en todo el circuito. |
|         | Bandera amarilla con franjas rojas                                   | Bandera amarilla con franjas rojas o Bandera a rayas                   | Estática                 | Existencia en la pista de un elemento que causa disminución de la adherencia. Puede mostrarse por restos de aceite o por presencia de fragmentos de coche en pista; también se muestra en aquellas zonas del circuito donde la pista está seca y comienza a llover. Los conductores deberán reducir la velocidad en ese punto. |
|         | Bandera azul                                                         | Bandera azul                                                           | Agitada                  | Tiene varios significados según cuándo se utilice: - Siempre —en entrenamientos y carreras—: se muestra estática al final del pit lane para indicar al piloto que sale del pit lane que hay coches que se aproximan por la pista. El semáforo del pit lane también muestra una señal parpadeante luminosa azul. - En los entrenamientos: el piloto debe ceder el paso a un coche más rápido al cual se precede. - En la carrera: el piloto va a ser superado por otro piloto que ha realizado al menos una vuelta más. El piloto que será superado debe permitir el adelantamiento tan pronto como sea posible. |
|         | Bandera blanca                                                       | Bandera blanca                                                         | Agitada                  | Existe un vehículo mucho más lento en la pista, ya sea de emergencias o de carreras. |
|         | Bandera negra y blanca diagonalmente dividida                        | Bandera negra sobre blanco, Bandera dividida o Bandera de amonestación | Estática con el dorsal   | Apercibimiento por maniobra peligrosa: El piloto ha realizado una maniobra antideportiva y recibe esta sanción. Se presenta una sola vez y si el competidor reincide en la falta, se le mostrará la bandera negra. Se utiliza también cuando un piloto a excedido los límites de pista 3 veces en carrera, para advertirle que en la siguiente habrá penalización de tiempo. |
|         | Bandera negra con círculo naranja                                    | Bandera negra con círculo                                              | Estática junto al dorsal | Indica al piloto que su vehículo tiene problemas mecánicos que pueden constituir un peligro para los demás competidores y para él, por lo que deberá detenerse en su box lo antes posible. Actualmente no es muy utilizada, puesto que en estas situaciones se le muestran a los pilotos desde las pantallas del auto, si estas no fuesen segmentadas, y se suele avisar al piloto mediante radio. |
|         | Bandera negra                                                        | Bandera negra o Descalificado                                          | Estática junto al dorsal | Exclusión total de la prueba: El piloto efectuó una maniobra antideportiva de suma gravedad, por lo que es sancionado con la exclusión total de la competición. Suele ser exhibida de forma directa, o después de haberse mostrado la bandera dividida, dependiendo de la gravedad de la falta. Solo es exhibida por el comisario deportivo de la prueba. El piloto debe detenerse en su box o en el lugar designado previamente en el briefing, la próxima vez que se pase por la entrada de pit lane. En algunas ocasiones, las decisiones del comisariato respecto a una exclusión son tomadas una vez finalizada la competición, debido a la realización de análisis de la maniobra efectuada por el piloto infractor. Asimismo, se puede aplicar una exclusión durante los entrenamientos, dependiendo de la gravedad de la falta del piloto. |
|         | Bandera blanca y negra a cuadros                                     | Bandera a cuadros                                                      | Agitada                  | Final de carrera, o en su caso, de cada una de las sesiones de la competición. |

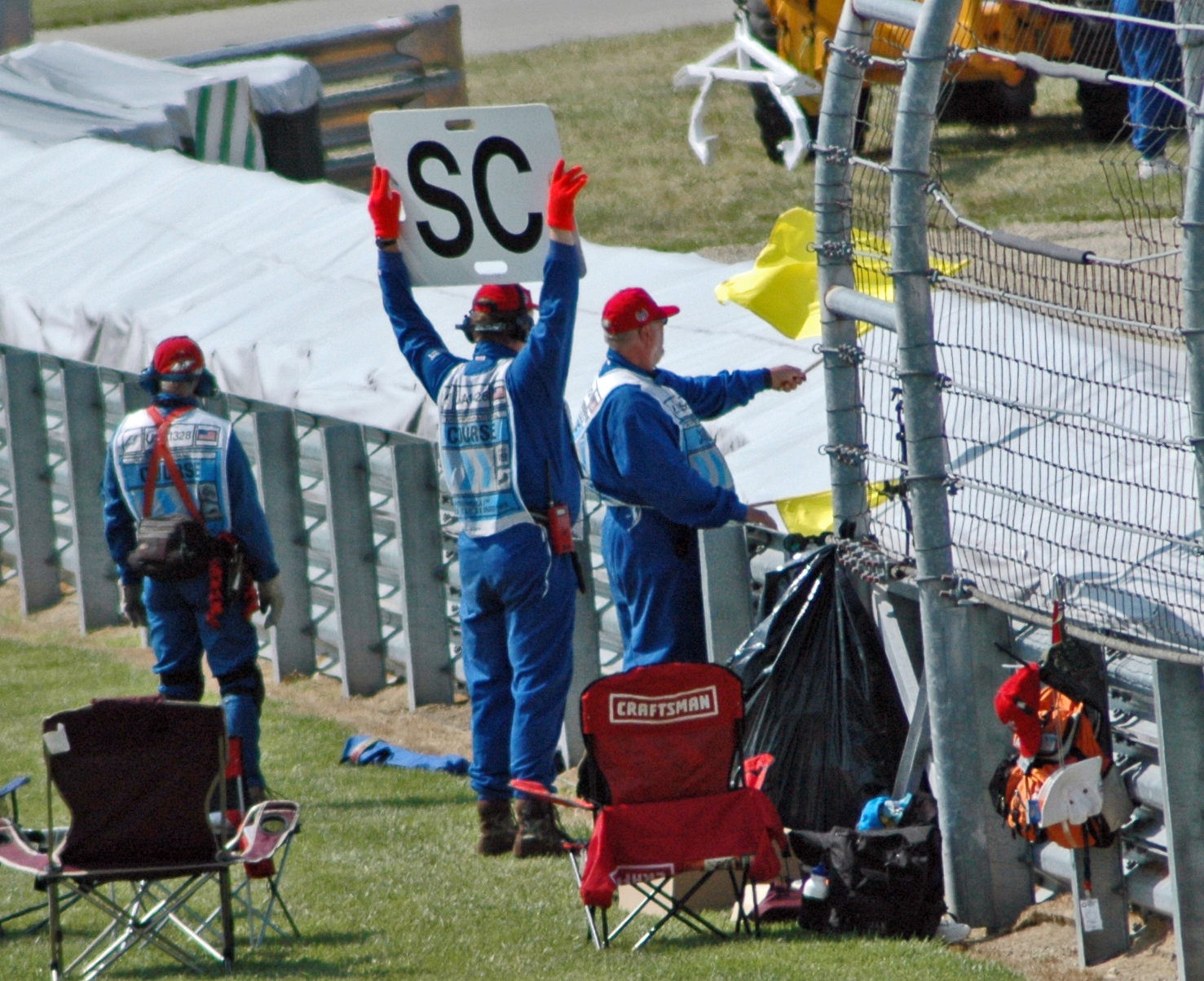
Una bandera amarilla con el cartel de SC (coche de seguridad) durante el GP de Estados Unidos de 2004.

Asimismo, desde el Gran Premio de Gran Bretaña de 2009 se usa regularmente el Sistema de luces de seguridad de la FIA, que supuso un gran avance ya que al piloto le es mucho más fácil ver un aviso en forma de luz que en forma de bandera, sobre todo en condiciones de mala visibilidad, a este sistema se le agregaron unos LEDs en los volantes de los pilotos de tres colores: amarillo, azul y rojo, que les indican si hay mostrada alguna bandera (amarilla o roja) o si les están mostrando una bandera azul (LED azul).
El auto de seguridad es un vehículo de la organización que depende directamente de la Dirección de Carrera. Su función básica es la de neutralizar las carreras para agrupar a los participantes ante un incidente grave o por causas meteorológicas. La presencia del auto de seguridad en la pista se indica mediante un letrero con las letras «SC» (del inglés safety car, auto de seguridad) acompañado de una bandera amarilla. Desde 1995, Mercedes es el responsable de suministrar este vehículo (menos algunas excepciones como el Gran Premio de Argentina de 1996 en el cual se utilizó un Renault Clio). Desde el año 2000, el piloto encargado de conducirlo es el expiloto del DTM alemán Bernd Mayländer. En la temporada 2021, Mercedes comparte con Aston Martin el suministro del auto de seguridad. Es posible que el auto de seguridad sea sobrescrito por una bandera roja, lo que obliga a detener la carrera.
En 2015 comenzó a implementarse el uso del auto de seguridad virtual. El mismo es empleado para neutralizar la carrera en casos donde sea necesario mostrar una doble bandera amarilla en alguna zona del trazado por la existencia de un riesgo para competidores o comisarios de pista, sin que el incidente requiera la aparición del auto de seguridad. Cuando la dirección de carrera inicia el procedimiento de auto de seguridad virtual, todos los paneles luminosos del trazado indicaran las siglas "VSC" (Virtual Safety Car) y los equipos serán notificados. Los pilotos deberán respetar un tiempo mínimo que establecerá la FIA por lo menos una vez en cada puesto de control. Los monoplazas no podrán girar innecesariamente lento, de forma errática o de forma que puedan resultar potencialmente peligrosos. Todo lo que no se adecue a esos tiempos mínimos podrá ser penalizado. Para dar por finalizado el periodo de auto de seguridad virtual, los equipos serán notificados y en cualquier momento entre 10 y 15 segundos después se apagaran las señales de "VSC" en los paneles y se activarán luces verdes para dar la carrera por reiniciada inmediatamente. 30 segundos después las luces verdes se apagaran. Es posible que el "VSC" sea sobrescrito por el auto de seguridad o por una bandera roja.
Esta medida fue aplicada por la muerte de Jules Bianchi en el Gran Premio de Japón de 2014, ya que chocó contra la grúa que retiraba el monoplaza de Adrian Sutil en la curva 7.

### Penalizaciones en carrera y clasificación

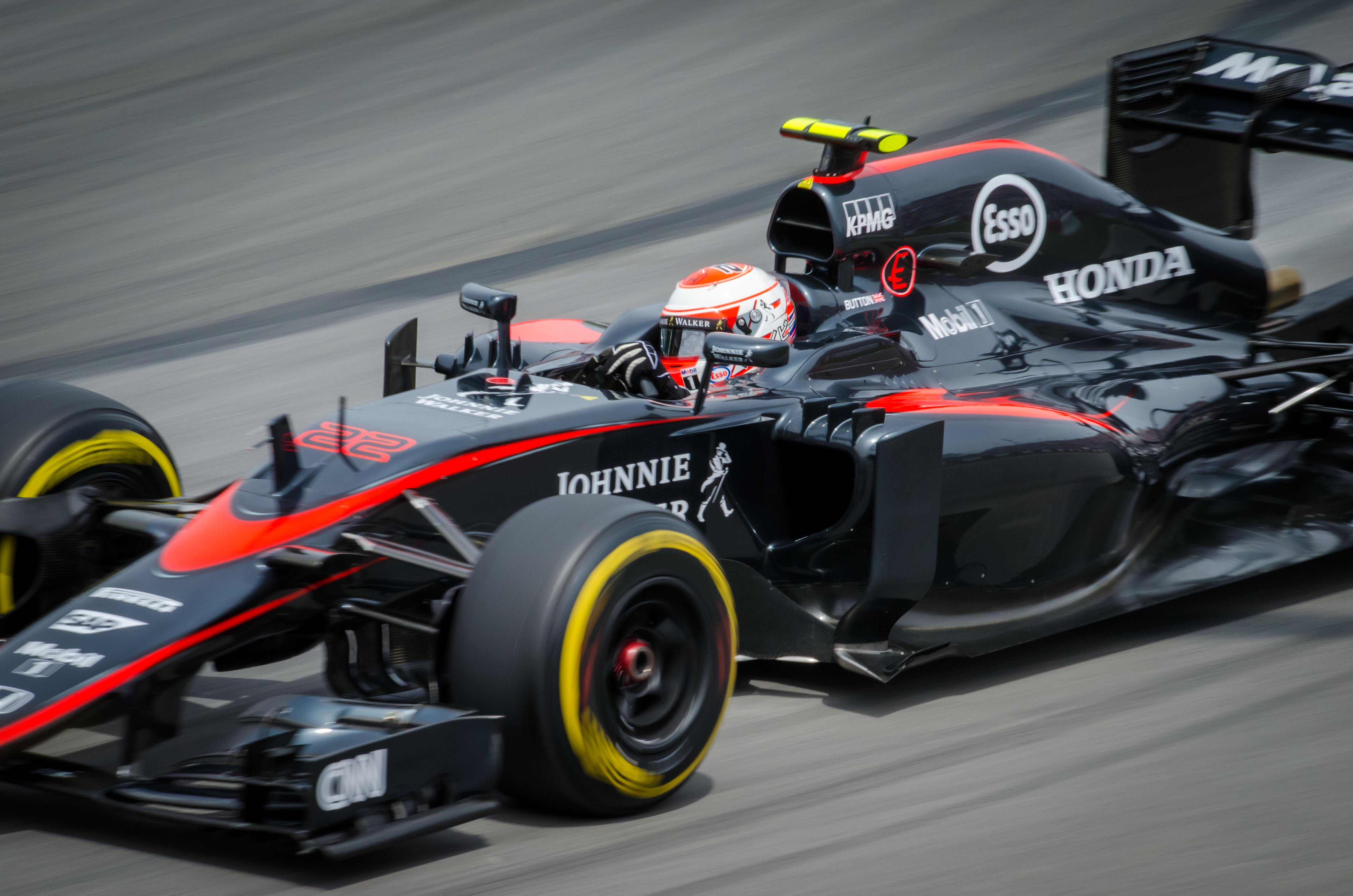
En el Gran Premio de México de 2015, Jenson Button batió el récord de penalizaciones en la F1. Debido a la poca fiabilidad del McLaren, el inglés debió partir último y retroceder 70 puestos en la parrilla de salida de partida antes de la carrera, tras cambiar numerosas partes del monoplaza.

Los comisarios de pista son quienes penalizan a los competidores. Las penalizaciones suelen llevarse a cabo por algunos hechos tales como: saltarse la salida, maniobras peligrosas, hacer caso omiso a las banderas, ir demasiado rápido en la calle de boxes, etc. Dependiendo de la severidad o tipo de infracción, se utilizará alguna de estas sanciones:
- Stop-and-go penalty ("pare y siga"): el conductor deberá entrar en boxes y hacer una parada obligatoria de diez segundos, en los cuales el equipo no podrá realizar ningún arreglo o ajuste en el vehículo. Transcurridos los diez segundos, el equipo podrá efectuar los arreglos que considere en el auto, incluido el cambio de neumáticos, y el piloto podrá regresar a la carrera.
- Drive-through penalty ("Pase por boxes"): consiste en obligar a un piloto a pasar por la calle de boxes sin detenerse.
- Penalización con diez puestos: El conductor deberá de retroceder diez posiciones en la siguiente carrera. Esta penalización se aplica habitualmente en clasificación, por el cambio de un motor que no ha terminado el ciclo de dos Grandes Premios seguidos, o por diez reprimendas.
- Penalización con cinco puestos: Se aplica por cambio de caja de cambios sin acabar el ciclo.
- Penalización con tres puestos: Se aplica por impedir a otro piloto durante la clasificación.
- Penalización con pérdida de mejores tiempos: exclusiva de la clasificación. Dependiendo de la gravedad, un conductor podrá perder sus tres mejores o incluso todos sus tiempos, retrocediendo en la parrilla de salida. Generalmente se aplica cuando un competidor obstruye intencionalmente la vuelta rápida[76] de otro, o por exceder los límites de pista.
- Penalización con suma de tiempos: se realiza en clasificación o en carrera. Desconocida en clasificación hasta el Gran Premio de Hungría de 2006, cuando se le aplicó a dos pilotos. Consiste en sumar uno o varios segundos al mejor tiempo obtenido en clasificación (en este caso, por omitir las banderas). En carrera, se le agregan los segundos al tiempo final que haya obtenido en su última vuelta, con la posible pérdida de posiciones. En caso de entrar a los pits, se le aplica la sanción antes de hacer las reparaciones (excepto si la entrada es para abandono debido a problemas técnicos o daños por colisión).
- Bandera negra: se expulsa al piloto. Es la penalización más severa, pues imposibilita que el corredor pueda puntuar en el Gran Premio. Generalmente se usa en casos de falta reincidente, si se ha provocado una situación de extrema peligrosidad o si el monoplaza presenta irregularidades en sus piezas tras una revisión técnica.

En los casos drive-through y stop-and-go, el piloto deberá realizar la entrada en boxes antes de las tres primeras vueltas tras la señalización del castigo; de lo contrario podría recibir la exclusión de carrera (bandera negra). Cuando se aplica una de estas dos penalizaciones faltando cinco vueltas o menos para el final, se convertirán en 20 segundos en su última vuelta en caso de drive-through y 25 o 30 segundos en caso de stop-and-go.
En otros casos se aplican las sanciones económicas, por infracciones como superar la velocidad máxima permitida en la línea de boxes en algún entrenamiento, o si a un piloto no se le puede aplicar la penalización de diez posiciones porque no participa en el siguiente Gran Premio. También en algunas infracciones se recurre a la llamada reprimenda verbal.
Con la introducción de los puntos de castigo en 2014, cada vez que un piloto cometa infracciones (salvo las sanciones de 3 puestos por bloquear al otro piloto, las reprimendas y las sanciones económicas para el equipo), se van agregando varios puntos de castigo (por ejemplo: un punto de castigo por abandonar la pista y tomar ventaja). Si un piloto tiene 12 o más al terminar la carrera, se perderá su siguiente carrera. Los puntos de castigo aplicados son eliminados después de un año o al cumplir la carrera de castigo.

## Los Grandes Premios
Cada año se organizan varios Grandes Premios en diferentes partes del mundo. En la temporada 2024 el número fue de 24 Grandes Premios, y en la 2019 fue de 21, por ejemplo. Anteriormente los campeonatos eran más cortos y el número de Grandes Premios ha ido incrementando progresivamente. En las primeras épocas, los campeonatos tenían de media unos 10-11 Grandes Premios. En los 80 y los 90, el número de Grandes Premios fue de unos 13-15.

En verde: países que actualmente albergan un Gran Premio. En gris oscuro: países que han sido sede de un Gran Premio

La competición se celebra en fin de semana y duran tres días. El viernes (excepcionalmente en Mónaco es el jueves), con dos sesiones de entrenamientos libres, donde los pilotos prueban y adaptan su monoplaza al circuito, tanto a nivel de reglajes como de neumáticos. El sábado se realiza otra sesión de entrenamientos, y a continuación, se realiza la clasificación.
El domingo se corre la carrera. Los monoplazas se colocan en la parrilla de salida treinta minutos antes de la hora estándar estipulada del comienzo del Gran Premio o 13:00 GMT, aunque ocasionalmente los horarios pueden variar, principalmente por su comodidad de retransmisión en Europa, sobre todo cuando las carreras son en Asia u Oceanía.

### Los entrenamientos libres
Los equipos y pilotos usan los entrenamientos libres para adaptar la configuración del monoplaza (setup) con programas para mejorar el rendimiento en la clasificación y la carrera, y que los pilotos rueden y prueben configuraciones, y que mejoren sus tiempos en pista. Cada una de las sesiones dura una hora (desde 2021). Anteriormente los libres 1 y 2 duraban 90 minutos, pero se acortaron las sesiones para no hacerlas demasiado largas y así aprovechar el tiempo de separación si se organiza otras categorías adicionales, como los campeonatos de Fórmula 2. Los libres 1 y 2 se celebran el viernes, y los libres 3, el sábado. Dos horas y media después del término de los libres 3 comienza la clasificación.

### La clasificación

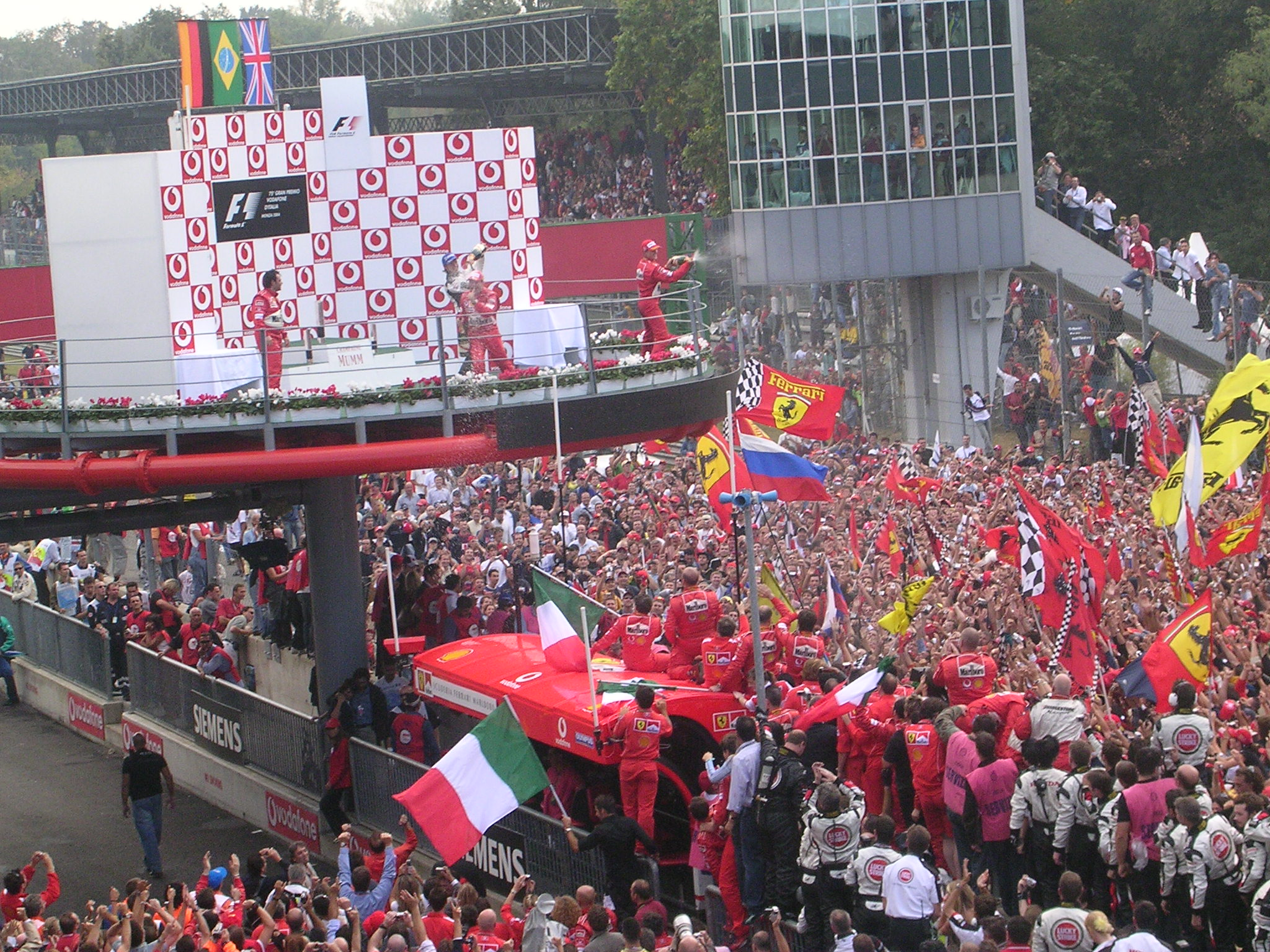
El podio del Gran Premio de Italia, en el circuito de Monza, es uno de los más esperados de todo el calendario.

Tradicionalmente, la clasificación para la parrilla de salida se hacía en una única sesión de 1 hora de duración, en la que los monoplazas tenían un número de vueltas máximo estipulado para conseguir el mejor tiempo. Durante esta sesión, todos los pilotos competían en simultáneo.
A partir de 2003 y hasta 2005, se cambió el sistema de clasificación, introduciéndose una sesión en la que los pilotos solo podían rodar una vuelta de instalación y un único tiempo final, con el que eran ordenados en el clasificador. Los pilotos, que solo disponían de una única vuelta cronometrada para marcar un tiempo, salían a clasificar en grupos de 5 pilotos, esperando a que el competidor marcase su vuelta para salir a rodar. Después de que los 5 pilotos tuvieran su tiempo, había un descanso de unos minutos y seguían los siguientes 5 pilotos. El orden para salir a pista era el mismo en el que habían finalizado la carrera anterior, por lo que el ganador del último Gran Premio era el último en clasificar.
Desde 2006 se instauró el sistema de tres sesiones, denominadas Q1, Q2 y Q3, que se mantienen hasta la actualidad, aunque con algunas variantes. Este sistema clasificatorio consta de tres partes (en inglés Qualifying 1, Qualifying 2 y Qualifying 3), que a partir de 2008 duraban 20, 15 y 10 minutos, y a partir de 2014 pasaron a durar 18, 15 y 12 minutos respectivamente. Los 15 pilotos más rápidos en la Q1 pasan a la Q2, de la cual los diez más veloces pasan a la Q3 en que se decide la pole position —el primer lugar de la parrilla— y se reparten las demás posiciones. El orden de la parrilla desde el puesto once hacia atrás se determinaba por orden inverso de eliminación. A partir de 2010 esto ya no es así, se determina el orden de la parrilla desde el más lento al más rápido, sin alteración alguna de la parrilla.
Hasta la temporada 2010, durante la Q1 y la Q2 no había restricción en el uso de gasolina ni de repostaje; sin embargo, desde el inicio de la Q3 hasta el inicio de la carrera al día siguiente, no estaba permitido repostar ni retirar combustible del depósito. Asimismo, los equipos cuyos monoplazas no hubiesen clasificado para participar en la Q3 debían informar a la FIA, por escrito y antes de iniciar la Q3, la cantidad de combustible para repostar al día siguiente antes de la carrera, lo cual les daba una ventaja con respecto a los pilotos que hubiesen pasado a la Q3.
Para 2016 los equipos aprobaron la introducción de un sistema de clasificación "eliminatorio", en el que los pilotos eran eliminados durante la Q1, Q2 y Q3 según quien tuviese el peor tiempo, hasta alcanzar el número de pilotos que clasificaría a la siguiente etapa. La Q1 durará 16 minutos, la Q2 15 minutos y la Q3 14 minutos, y a partir de un determinado momento se eliminarán los pilotos con el peor registro cada 1 minuto y medio, hasta definir quienes continuarán clasificando. La Q1 eliminará pilotos desde los 7 minutos, y de los 20 competidores iniciales pasarán 15. La Q2 eliminará pilotos desde los 6 minutos, y de los 15 pilotos pasarán 8 a la definición. Finalmente, en la Q3 competirán los restantes, siendo eliminados a partir de los 5 minutos hasta que solo quede uno, quien partirá desde la pole position.
Tras fracasar en su objetivo de aumentar la emoción, se regresó al sistema de clasificación anterior en el tercer gran premio de la misma temporada.

### La carrera

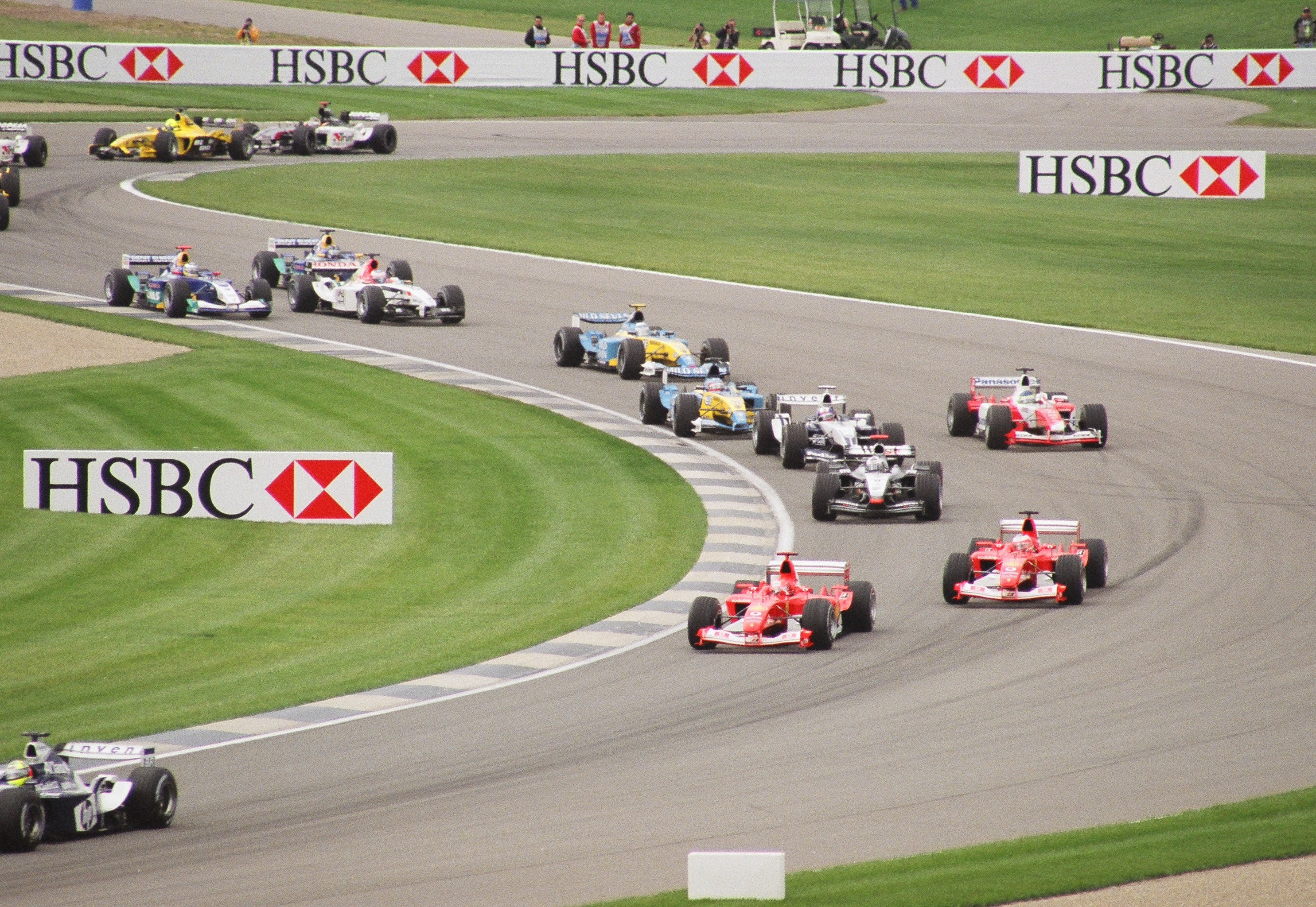
Los monoplazas de Fórmula 1 en la sección del 'infield' del Indianapolis Motor Speedway en el Gran Premio de los Estados Unidos de 2003.

Antes de comenzar la carrera, los pilotos dan la denominada "vuelta de formación", donde demuestran que el monoplaza puede arrancar por sí mismo y aprovechan para calentar motores, frenos y neumáticos. Después de realizar esta vuelta, los vehículos se colocan en la parrilla de salida, en la posición determinada durante la clasificación. Cuando ocurre esto, el jefe de carrera activa el procedimiento de inicio de carrera que consiste en el encendido de 5 luces rojas, en intervalos de un segundo. Cuando todas las luces están encendidas, se apagan y la carrera se da por iniciada, a partir de este momento los pilotos pueden empezar a mover sus monoplazas. Si durante este corto proceso algún piloto tiene algún problema técnico debe levantar y mover las manos, así el proceso de salida será abortado, e inmediatamente los corredores realizarán una segunda vuelta de calentamiento, reduciendo la distancia de carrera del Gran Premio en una vuelta menos. Este proceso podría repetirse en sucesivas veces.
La distancia de todas las carreras será igual a la menor cantidad de vueltas completas que exceda una distancia de 305 km (excepcionalmente, en Mónaco es de solo de 260 km por cuestiones de tiempo y velocidad media), y no podrá durar más de dos horas. Si no existen inconvenientes, la duración de una carrera está entre 90 y 100 minutos. En caso de declarar bandera roja, su duración se extiende a cuatro horas (o tres con el reglamento de 2021), independiente del número de banderas rojas. Es posible que se utilice la duración en vez de número de vueltas si se excede el tiempo. En caso de no poder recomenzar, se reparten los puntos de acuerdo al porcentaje de vueltas completadas. Si ocurre un accidente o una falla técnica en la última vuelta, no se puede declarar bandera roja ni llamar al auto de seguridad. En su lugar, se tiene que activar el virtual safety car.
Los pilotos que crucen la línea de meta tras la última vuelta en las 10 primeras posiciones serán recompensados con una entrega de puntos. Estos puntos determinarán la posición final del Campeonato Mundial de Pilotos de Fórmula 1, así como el Campeonato Mundial de Constructores de Fórmula 1.

### Circuitos
La mayoría de los circuitos de carreras donde se celebran los Grandes Premios son circuitos permanentes, aunque también se utilizan circuitos urbanos, como los de Mónaco, Melbourne, Singapur, Bakú y Yeda. Se exige que las instalaciones cumplan requisitos de seguridad y comodidad, como salidas de escape amplias, superficie de pista lisa y ancha, y espacio para más de 50.000 personas. La longitud del trazado está limitada a entre 3 y 7 kilómetros.
A partir de la década de 1990, la Fórmula 1 ha contado con numerosos circuitos diseñados por el ingeniero Hermann Tilke, tales como el de Sepang (Malasia), el de Sakhir (Baréin), Estambul (Turquía), Shanghái (China), incluso los de Valencia, Singapur, dos trazados urbanos, y el rediseño de otros como el de Hockenheim (Alemania) y el de Fuji en Japón.

### Estrategias

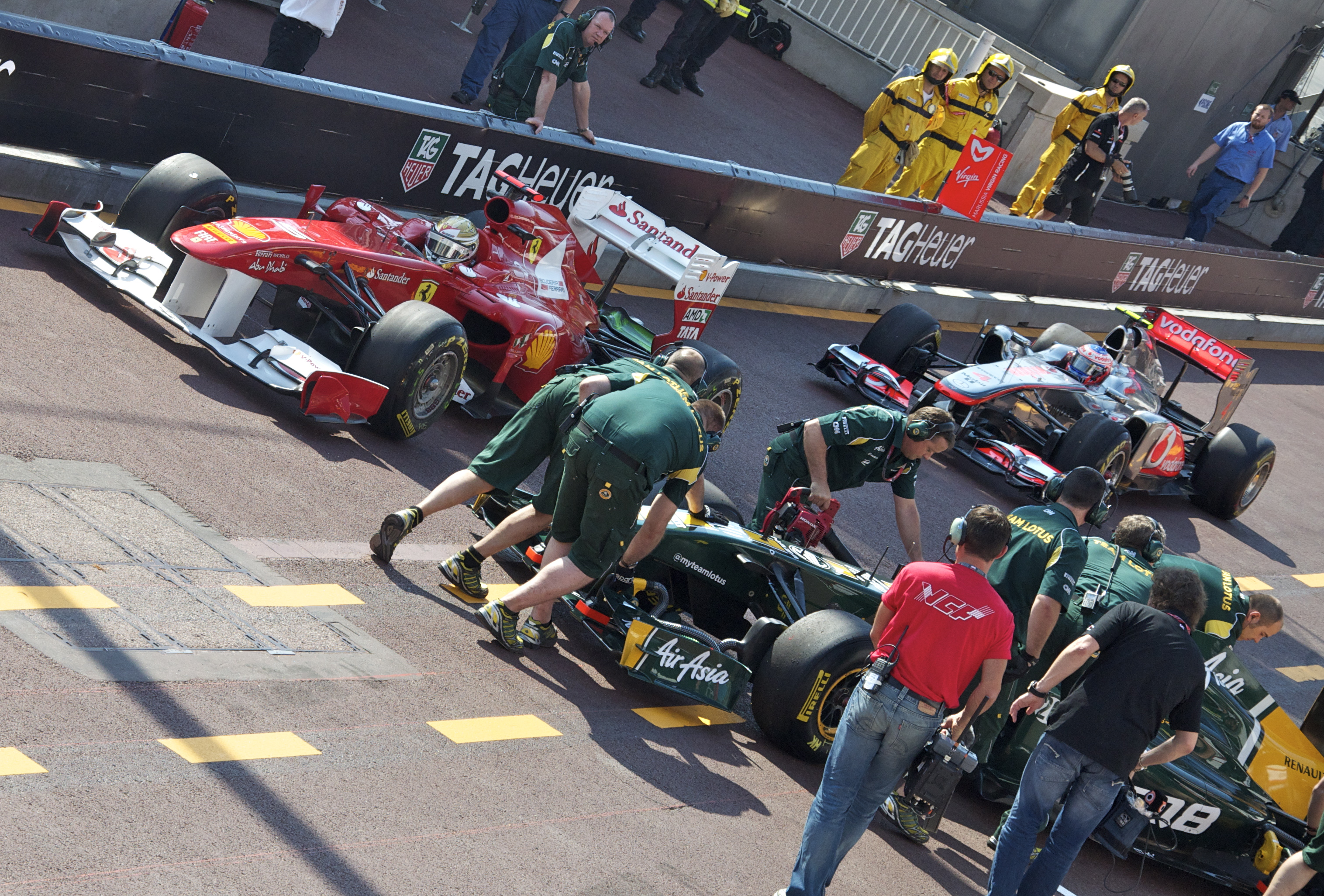
Las paradas en boxes son uno de los grandes y atractivos momentos de cada Gran Premio. Con las diferentes detenciones y estrategias, es donde se deciden las carreras.

La Fórmula 1 no es solo un deporte en el que se mida la habilidad personal de los pilotos o el rendimiento de los monoplazas. También es un deporte de estrategias. Una estrategia acertada puede dar la victoria a un piloto que a priori no sea favorito o que no haya sido el más rápido durante la carrera.
Básicamente las estrategias tienen que ver con las entradas en boxes. Por ejemplo, el hecho de entrar antes o después que un rival, o utilizar una dureza diferente en los neumáticos, puede variar las posiciones de una carrera. Aunque las paradas en boxes suponen una pérdida importante de tiempo, no siempre el que hace menos paradas es el que gana. A veces hacer más paradas es beneficioso, ya que permite ir más rápido en la pista y se puede compensar el tiempo que se pierde durante la parada.
Es primordial también tomar en cuenta los tiempos de trabajo de los equipos en los boxes durante la carrera, ya que no todos los equipos trabajan a la misma velocidad. En varias ocasiones se ha dado la circunstancia de que un piloto puede perder una carrera o una posición importante en los boxes, ya sea para reparar el vehículo, o por algún error del equipo que le asiste (si se le atasca la tuerca de rueda por ejemplo). Por ello, es vital que los mecánicos de estos equipos practiquen frecuentemente para minimizar errores y tiempo en las paradas de los vehículos.
A partir del 2009 se prohibió la recarga de combustible durante la carrera, lo que modificó significativamente las estrategias, eliminando esta variable. Con la reglamentación actual, las estrategias toman menos importancia debido a las paradas, y se reducen básicamente a las posibilidades que ofrecen los neumáticos. Se puede parar menos veces utilizando neumáticos más duros, que aguantan más, pero también ofrecen menos agarre y por lo tanto, hacen que los monoplazas sean más lentos. La clave está en saber encontrar el equilibrio y las paradas justas para que el proceso esté optimizado y en conjunto se sea lo más rápido posible.
En las carreras con lluvia, la estrategia toma más importancia, ya que es de vital importancia saber cuando hay que entrar a cambiar los neumáticos de seco a lluvia o viceversa. Poner unos neumáticos de lluvia sobre una superficie demasiado seca, o unos neumáticos de seco sobre una superficie demasiado húmeda supone una pérdida enorme de tiempo en la pista, ya que los monoplazas no rinden al máximo de sus prestaciones.

## Constructores participantes

### Constructores de la temporada 2025
Notas: Los datos estadísticos corresponden a las temporadas disputadas hasta la temporada 2024 de Fórmula 1.
| Escudería                                   | Sede                       | Director                     | Monoplaza | Motor      | Debut | Temp. | Temp. consec. | Camp. Pilotos | Camp. Constructores | Res. 2024 |
| ------------------------------------------- | -------------------------- | ---------------------------- | --------- | ---------- | ----- | ----- | ------------- | ------------- | ------------------- | --------- |
| McLaren Formula 1 Team                      | Woking, Reino Unido        | Andrea Stella                | MCL39     | Mercedes   | 1966  | 60    | 60            | 12            | 9                   | 1.º       |
| Scuderia Ferrari HP                         | Maranello, Italia          | Frédéric Vasseur             | SF-25     | Ferrari    | 1950  | 76    | 76            | 15            | 16                  | 2.º       |
| Oracle Red Bull Racing                      | Milton Keynes, Reino Unido | Laurent Mekies               | RB21      | Honda RBPT | 2005  | 21    | 21            | 8             | 6                   | 3.º       |
| Mercedes-AMG PETRONAS Formula One Team      | Brackley, Reino Unido      | Toto Wolff                   | W16       | Mercedes   | 1954  | 18    | 16            | 9             | 8                   | 4.º       |
| Aston Martin Aramco Formula One Team        | Silverstone, Reino Unido   | Mike Krack                   | AMR25     | Mercedes   | 1959  | 7     | 5             | 0             | 0                   | 5.º       |
| BWT Alpine Formula 1 Team                   | Enstone, Reino Unido       | Oliver Oakes Flavio Briatore | A525      | Renault    | 2021  | 5     | 5             | 0             | 0                   | 6.º       |
| MoneyGram Haas F1 Team                      | Kannapolis, Estados Unidos | Ayao Komatsu                 | VF-25     | Ferrari    | 2016  | 10    | 10            | 0             | 0                   | 7.º       |
| Visa Cash App Racing Bulls Formula One Team | Faenza, Italia             | Alan Permane                 | VCARB 02  | Honda RBPT | 2024  | 2     | 2             | 0             | 0                   | 8.º       |
| Atlassian Williams Racing                   | Grove, Reino Unido         | James Vowles                 | FW47      | Mercedes   | 1977  | 49    | 49            | 7             | 9                   | 9.º       |
| Stake F1 Team Kick Sauber                   | Hinwil, Suiza              | Alessandro Alunni Bravi      | C45       | Ferrari    | 2024  | 2     | 2             | 0             | 0                   | 10.º      |

### Cronología
| 0       | 1 | 2 | 3 | 4 | 5 | 6 | 7       | 8 | 9 | 0 | 1       | 2       | 3       | 4       | 5       | 6       | 7       | 8        | 9       | 0       | 1       | 2       | 3       | 4       | 5       | 6       | 7        | 8        | 9        | 0        | 1        | 2        | 3        | 4        | 5        | 6        | 7        | 8        | 9        | 0        | 1        | 2        | 3       | 4       | 5       | 6               | 7               | 8               | 9               | 0               | 1               | 2               | 3               | 4               | 5               | 6               | 7               | 8               | 9               | 0               | 1               | 2               | 3               | 4               | 5               |                 |
| Ferrari |   |   |   |   |   |   |         |   |   |   |         |         |         |         |         |         |         |          |         |         |         |         |         |         |         |         |          |          |          |          |          |          |          |          |          |          |          |          |          |          |          |          |         |         |         |                 |                 |                 |                 |                 |                 |                 |                 |                 |                 |                 |                 |                 |                 |                 |                 |                 |                 |                 |                 |                 |
|         |   |   |   |   |   |   | McLaren |   |   |   |         |         |         |         |         |         |         |          |         |         |         |         |         |         |         |         |          |          |          |          |          |          |          |          |          |          |          |          |          |          |          |          |         |         |         |                 |                 |                 |                 |                 |                 |                 |                 |                 |                 |                 |                 |                 |                 |                 |                 |                 |                 |                 |                 |                 |
|         |   |   |   |   |   |   |         |   |   |   | Tyrrell | Tyrrell | Tyrrell | Tyrrell | Tyrrell | Tyrrell | Tyrrell | Tyrrell  | Tyrrell | Tyrrell | Tyrrell | Tyrrell | Tyrrell | Tyrrell | Tyrrell | Tyrrell | Tyrrell  | Tyrrell  | Tyrrell  | Tyrrell  | Tyrrell  | Tyrrell  | Tyrrell  | Tyrrell  | Tyrrell  | Tyrrell  | Tyrrell  | Tyrrell  | Tyrrell  | BAR      | BAR      | BAR      | BAR     | BAR     | BAR     | BAR             | Honda           | Honda           | Honda           | Brawn           | Mercedes        | Mercedes        | Mercedes        | Mercedes        | Mercedes        | Mercedes        | Mercedes        | Mercedes        | Mercedes        | Mercedes        | Mercedes        | Mercedes        | Mercedes        | Mercedes        | Mercedes        | Mercedes        |
|         |   |   |   |   |   |   |         |   |   |   |         |         |         |         |         |         |         | Williams |         |         |         |         |         |         |         |         |          |          |          |          |          |          |          |          |          |          |          |          |          |          |          |          |         |         |         |                 |                 |                 |                 |                 |                 |                 |                 |                 |                 |                 |                 |                 |                 |                 |                 |                 |                 |                 |                 |                 |
|         |   |   |   |   |   |   |         |   |   |   |         |         |         |         |         |         |         |          |         |         |         | Toleman | Toleman | Toleman | Toleman | Toleman | Benetton | Benetton | Benetton | Benetton | Benetton | Benetton | Benetton | Benetton | Benetton | Benetton | Benetton | Benetton | Benetton | Benetton | Benetton | Benetton | Renault | Renault | Renault | Renault         | Renault         | Renault         | Renault         | Renault         | Renault         | Renault         | Lotus           | Lotus           | Lotus           | Lotus           | Renault         | Renault         | Renault         | Renault         | Renault         | Alpine          | Alpine          | Alpine          | Alpine          | Alpine          |
|         |   |   |   |   |   |   |         |   |   |   |         |         |         |         |         |         |         |          |         |         |         |         |         |         |         | Minardi | Minardi  | Minardi  | Minardi  | Minardi  | Minardi  | Minardi  | Minardi  | Minardi  | Minardi  | Minardi  | Minardi  | Minardi  | Minardi  | Minardi  | Minardi  | Minardi  | Minardi | Minardi | Minardi | Minardi         | Toro Rosso      | Toro Rosso      | Toro Rosso      | Toro Rosso      | Toro Rosso      | Toro Rosso      | Toro Rosso      | Toro Rosso      | Toro Rosso      | Toro Rosso      | Toro Rosso      | Toro Rosso      | Toro Rosso      | Toro Rosso      | AlphaTauri      | AlphaTauri      | AlphaTauri      | AlphaTauri      | Racing Bulls    | Racing Bulls    |
|         |   |   |   |   |   |   |         |   |   |   |         |         |         |         |         |         |         |          |         |         |         |         |         |         |         |         |          |          |          |          |          | Jordan   | Jordan   | Jordan   | Jordan   | Jordan   | Jordan   | Jordan   | Jordan   | Jordan   | Jordan   | Jordan   | Jordan  | Jordan  | Jordan  | Jordan          | Midland         | Spyker          | Force India     | Force India     | Force India     | Force India     | Force India     | Force India     | Force India     | Force India     | Force India     | Force India     | Force India     | Racing Point    | Racing Point    | Aston Martin    | Aston Martin    | Aston Martin    | Aston Martin    | Aston Martin    |
|         |   |   |   |   |   |   |         |   |   |   |         |         |         |         |         |         |         |          |         |         |         |         |         |         |         |         |          |          |          |          |          |          |          | Sauber   | Sauber   | Sauber   | Sauber   | Sauber   | Sauber   | Sauber   | Sauber   | Sauber   | Sauber  | Sauber  | Sauber  | Sauber          | BMW Sauber      | BMW Sauber      | BMW Sauber      | BMW Sauber      | Sauber          | Sauber          | Sauber          | Sauber          | Sauber          | Sauber          | Sauber          | Sauber          | Sauber          | Alfa Romeo      | Alfa Romeo      | Alfa Romeo      | Alfa Romeo      | Alfa Romeo      | Kick Sauber     | Kick Sauber     |
|         |   |   |   |   |   |   |         |   |   |   |         |         |         |         |         |         |         |          |         |         |         |         |         |         |         |         |          |          |          |          |          |          |          |          |          |          |          | Stewart  | Stewart  | Stewart  | Jaguar   | Jaguar   | Jaguar  | Jaguar  | Jaguar  | Red Bull Racing | Red Bull Racing | Red Bull Racing | Red Bull Racing | Red Bull Racing | Red Bull Racing | Red Bull Racing | Red Bull Racing | Red Bull Racing | Red Bull Racing | Red Bull Racing | Red Bull Racing | Red Bull Racing | Red Bull Racing | Red Bull Racing | Red Bull Racing | Red Bull Racing | Red Bull Racing | Red Bull Racing | Red Bull Racing | Red Bull Racing |
|         |   |   |   |   |   |   |         |   |   |   |         |         |         |         |         |         |         |          |         |         |         |         |         |         |         |         |          |          |          |          |          |          |          |          |          |          |          |          |          |          |          |          |         |         |         |                 |                 |                 |                 |                 |                 |                 |                 |                 |                 |                 | Haas            |                 |                 |                 |                 |                 |                 |                 |                 |                 |

- La razón por la que Renault, Mercedes, Alfa Romeo y Aston Martin compitiesen con anterioridad y no figuren en esta lista se debe a que no eran los predecesores de Toleman, Tyrrell, Sauber y Jordan respectivamente.

## Palmarés
| Temp. | Edición | Piloto campeón                                 | Puntos | Piloto subcampeón                          | Puntos | Constructor campeón | Motor         | Puntos        |
| ----- | ------- | ---------------------------------------------- | ------ | ------------------------------------------ | ------ | ------------------- | ------------- | ------------- |
| 1950  | 1.º     | Giuseppe Farina Equipo: Alfa Romeo             | 30     | Juan Manuel Fangio Equipo: Alfa Romeo      | 27     | No se disputó       | No se disputó | No se disputó |
| 1951  | 2.º     | Juan Manuel Fangio Equipo: Alfa Romeo          | 31     | Alberto Ascari Equipo: Ferrari             | 25     | No se disputó       | No se disputó | No se disputó |
| 1952  | 3.º     | Alberto Ascari Equipo: Ferrari                 | 36     | Giuseppe Farina Equipo: Ferrari            | 24     | No se disputó       | No se disputó | No se disputó |
| 1953  | 4.º     | Alberto Ascari Equipo: Ferrari                 | 34,5   | Juan Manuel Fangio Equipo: Maserati        | 28     | No se disputó       | No se disputó | No se disputó |
| 1954  | 5.º     | Juan Manuel Fangio Equipos: Maserati, Mercedes | 42     | José Froilán González Equipo: Ferrari      | 25,14  | No se disputó       | No se disputó | No se disputó |
| 1955  | 6.º     | Juan Manuel Fangio Equipo: Mercedes            | 40     | Stirling Moss Equipo: Mercedes             | 23     | No se disputó       | No se disputó | No se disputó |
| 1956  | 7.º     | Juan Manuel Fangio Equipo: Ferrari             | 30     | Stirling Moss Equipo: Maserati             | 27     | No se disputó       | No se disputó | No se disputó |
| 1957  | 8.º     | Juan Manuel Fangio Equipo: Maserati            | 40     | Stirling Moss Equipos: Maserati, Vanwall   | 25     | No se disputó       | No se disputó | No se disputó |
| 1958  | 9.º     | Mike Hawthorn Equipo: Ferrari                  | 42     | Stirling Moss Equipos: RRC Walker, Vanwall | 41     | Vanwall             | Vanwall       | 48            |
| 1959  | 10.º    | Jack Brabham Equipo: Cooper                    | 31     | Tony Brooks Equipos: Ferrari, Vanwall      | 27     | Cooper              | Climax        | 40            |
| 1960  | 11.º    | Jack Brabham Equipo: Cooper                    | 43     | Bruce McLaren Equipo: Cooper               | 34     | Cooper              | Climax        | 48            |
| 1961  | 12.º    | Phil Hill Equipo: Ferrari                      | 34     | Wolfgang von Trips Equipo: Ferrari         | 33     | Ferrari             | Ferrari       | 45            |
| 1962  | 13.º    | Graham Hill Equipo: BRM                        | 42     | Jim Clark Equipo: Team Lotus               | 30     | BRM                 | BRM           | 42            |
| 1963  | 14.º    | Jim Clark Equipo: Team Lotus                   | 54     | Graham Hill Equipo: BRM                    | 29     | Team Lotus          | Climax        | 54            |
| 1964  | 15.º    | John Surtees Equipo: Ferrari                   | 40     | Graham Hill Equipo: BRM                    | 39     | Ferrari             | Ferrari       | 45            |
| 1965  | 16.º    | Jim Clark Equipo: Team Lotus                   | 54     | Graham Hill Equipo: BRM                    | 40     | Team Lotus          | Climax        | 54            |
| 1966  | 17.º    | Jack Brabham Equipo: Brabham                   | 42     | John Surtees Equipos: Ferrari, Cooper      | 28     | Brabham             | Repco         | 42            |
| 1967  | 18.º    | Denny Hulme Equipo: Brabham                    | 51     | Jack Brabham Equipo: Brabham               | 46     | Brabham             | Repco         | 63            |
| 1968  | 19.º    | Graham Hill Equipo: Team Lotus                 | 48     | Jackie Stewart Equipo: Matra               | 36     | Team Lotus          | Ford Cosworth | 62            |
| 1969  | 20.º    | Jackie Stewart Equipo: Matra                   | 63     | Jacky Ickx Equipo: Brabham                 | 36     | Matra               | Ford Cosworth | 66            |
| 1970  | 21.º    | Jochen Rindt Equipo: Team Lotus                | 45     | Jacky Ickx Equipo: Ferrari                 | 40     | Team Lotus          | Ford Cosworth | 59            |
| 1971  | 22.º    | Jackie Stewart Equipo: Tyrrell                 | 62     | Ronnie Peterson Equipo: March              | 33     | Tyrrell             | Ford Cosworth | 73            |
| 1972  | 23.º    | Emerson Fittipaldi Equipo: Team Lotus          | 61     | Jackie Stewart Equipo: Tyrrell             | 45     | Team Lotus          | Ford Cosworth | 61            |
| 1973  | 24.º    | Jackie Stewart Equipo: Tyrrell                 | 71     | Emerson Fittipaldi Equipo: Team Lotus      | 55     | Team Lotus          | Ford Cosworth | 92            |
| 1974  | 25.º    | Emerson Fittipaldi Equipo: McLaren             | 55     | Clay Regazzoni Equipo: Ferrari             | 52     | McLaren             | Ford Cosworth | 73            |
| 1975  | 26.º    | Niki Lauda Equipo: Ferrari                     | 64,5   | Emerson Fittipaldi Equipo: McLaren         | 45     | Ferrari             | Ferrari       | 72,5          |
| 1976  | 27.º    | James Hunt Equipo: McLaren                     | 69     | Niki Lauda Equipo: Ferrari                 | 68     | Ferrari             | Ferrari       | 83            |
| 1977  | 28.º    | Niki Lauda Equipo: Ferrari                     | 72     | Jody Scheckter Equipo: Wolf                | 55     | Ferrari             | Ferrari       | 95            |
| 1978  | 29.º    | Mario Andretti Equipo: Team Lotus              | 64     | Ronnie Peterson Equipo: Team Lotus         | 51     | Team Lotus          | Ford Cosworth | 86            |
| 1979  | 30.º    | Jody Scheckter Equipo: Ferrari                 | 51     | Gilles Villeneuve Equipo: Ferrari          | 47     | Ferrari             | Ferrari       | 113           |
| 1980  | 31.º    | Alan Jones Equipo: Williams                    | 67     | Nelson Piquet Equipo: Brabham              | 54     | Williams            | Ford Cosworth | 113           |
| 1981  | 32.º    | Nelson Piquet Equipo: Brabham                  | 50     | Carlos Reutemann Equipo: Williams          | 49     | Williams            | Ford Cosworth | 95            |
| 1982  | 33.º    | Keke Rosberg Equipo: Williams                  | 44     | Didier Pironi Equipo: Ferrari              | 39     | Ferrari             | Ferrari       | 74            |
| 1983  | 34.º    | Nelson Piquet Equipo: Brabham                  | 59     | Alain Prost Equipo: Renault                | 57     | Ferrari             | Ferrari       | 89            |
| 1984  | 35.º    | Niki Lauda Equipo: McLaren                     | 72     | Alain Prost Equipo: McLaren                | 71,5   | McLaren             | TAG Porsche   | 143,5         |
| 1985  | 36.º    | Alain Prost Equipo: McLaren                    | 73     | Michele Alboreto Equipo: Ferrari           | 53     | McLaren             | TAG Porsche   | 90            |
| 1986  | 37.º    | Alain Prost Equipo: McLaren                    | 72     | Nigel Mansell Equipo: Williams             | 70     | Williams            | Honda         | 141           |
| 1987  | 38.º    | Nelson Piquet Equipo: Williams                 | 73     | Nigel Mansell Equipo: Williams             | 61     | Williams            | Honda         | 137           |
| 1988  | 39.º    | Ayrton Senna Equipo: McLaren                   | 90     | Alain Prost Equipo: McLaren                | 87     | McLaren             | Honda         | 199           |
| 1989  | 40.º    | Alain Prost Equipo: McLaren                    | 76     | Ayrton Senna Equipo: McLaren               | 60     | McLaren             | Honda         | 141           |
| 1990  | 41.º    | Ayrton Senna Equipo: McLaren                   | 78     | Alain Prost Equipo: Ferrari                | 71     | McLaren             | Honda         | 121           |
| 1991  | 42.º    | Ayrton Senna Equipo: McLaren                   | 96     | Nigel Mansell Equipo: Williams             | 72     | McLaren             | Honda         | 139           |
| 1992  | 43.º    | Nigel Mansell Equipo: Williams                 | 108    | Riccardo Patrese Equipo: Williams          | 56     | Williams            | Renault       | 164           |
| 1993  | 44.º    | Alain Prost Equipo: Williams                   | 99     | Ayrton Senna Equipo: McLaren               | 73     | Williams            | Renault       | 168           |
| 1994  | 45.º    | Michael Schumacher Equipo: Benetton            | 92     | Damon Hill Equipo: Williams                | 91     | Williams            | Renault       | 118           |
| 1995  | 46.º    | Michael Schumacher Equipo: Benetton            | 102    | Damon Hill Equipo: Williams                | 69     | Benetton            | Renault       | 137           |
| 1996  | 47.º    | Damon Hill Equipo: Williams                    | 97     | Jacques Villeneuve Equipo: Williams        | 78     | Williams            | Renault       | 175           |
| 1997  | 48.º    | Jacques Villeneuve Equipo: Williams            | 81     | Heinz-Harald Frentzen Equipo: Williams     | 42     | Williams            | Renault       | 123           |
| 1998  | 49.º    | Mika Häkkinen Equipo: McLaren                  | 100    | Michael Schumacher Equipo: Ferrari         | 86     | McLaren             | Mercedes      | 156           |
| 1999  | 50.º    | Mika Häkkinen Equipo: McLaren                  | 76     | Eddie Irvine Equipo: Ferrari               | 74     | Ferrari             | Ferrari       | 128           |
| 2000  | 51.º    | Michael Schumacher Equipo: Ferrari             | 109    | Mika Häkkinen Equipo: McLaren              | 89     | Ferrari             | Ferrari       | 170           |
| 2001  | 52.º    | Michael Schumacher Equipo: Ferrari             | 123    | David Coulthard Equipo: McLaren            | 65     | Ferrari             | Ferrari       | 179           |
| 2002  | 53.º    | Michael Schumacher Equipo: Ferrari             | 144    | Rubens Barrichello Equipo: Ferrari         | 77     | Ferrari             | Ferrari       | 221           |
| 2003  | 54.º    | Michael Schumacher Equipo: Ferrari             | 93     | Kimi Räikkönen Equipo: McLaren             | 91     | Ferrari             | Ferrari       | 158           |
| 2004  | 55.º    | Michael Schumacher Equipo: Ferrari             | 148    | Rubens Barrichello Equipo: Ferrari         | 114    | Ferrari             | Ferrari       | 262           |
| 2005  | 56.º    | Fernando Alonso Equipo: Renault                | 133    | Kimi Räikkönen Equipo: McLaren             | 112    | Renault             | Renault       | 191           |
| 2006  | 57.º    | Fernando Alonso Equipo: Renault                | 134    | Michael Schumacher Equipo: Ferrari         | 121    | Renault             | Renault       | 206           |
| 2007  | 58.º    | Kimi Räikkönen Equipo: Ferrari                 | 110    | Lewis Hamilton Equipo: McLaren             | 109    | Ferrari             | Ferrari       | 204           |
| 2008  | 59.º    | Lewis Hamilton Equipo: McLaren                 | 98     | Felipe Massa Equipo: Ferrari               | 97     | Ferrari             | Ferrari       | 172           |
| 2009  | 60.º    | Jenson Button Equipo: Brawn GP                 | 95     | Sebastian Vettel Equipo: Red Bull          | 84     | Brawn               | Mercedes      | 172           |
| 2010  | 61.º    | Sebastian Vettel Equipo: Red Bull              | 256    | Fernando Alonso Equipo: Ferrari            | 252    | Red Bull            | Renault       | 498           |
| 2011  | 62.º    | Sebastian Vettel Equipo: Red Bull              | 392    | Jenson Button Equipo: McLaren              | 270    | Red Bull            | Renault       | 650           |
| 2012  | 63.º    | Sebastian Vettel Equipo: Red Bull              | 281    | Fernando Alonso Equipo: Ferrari            | 278    | Red Bull            | Renault       | 460           |
| 2013  | 64.º    | Sebastian Vettel Equipo: Red Bull              | 397    | Fernando Alonso Equipo: Ferrari            | 242    | Red Bull            | Renault       | 596           |
| 2014  | 65.º    | Lewis Hamilton Equipo: Mercedes                | 384    | Nico Rosberg Equipo: Mercedes              | 317    | Mercedes            | Mercedes      | 701           |
| 2015  | 66.º    | Lewis Hamilton Equipo: Mercedes                | 381    | Nico Rosberg Equipo: Mercedes              | 322    | Mercedes            | Mercedes      | 703           |
| 2016  | 67.º    | Nico Rosberg Equipo: Mercedes                  | 385    | Lewis Hamilton Equipo: Mercedes            | 380    | Mercedes            | Mercedes      | 765           |
| 2017  | 68.º    | Lewis Hamilton Equipo: Mercedes                | 363    | Sebastian Vettel Equipo: Ferrari           | 317    | Mercedes            | Mercedes      | 668           |
| 2018  | 69.º    | Lewis Hamilton Equipo: Mercedes                | 408    | Sebastian Vettel Equipo: Ferrari           | 320    | Mercedes            | Mercedes      | 655           |
| 2019  | 70.º    | Lewis Hamilton Equipo: Mercedes                | 413    | Valtteri Bottas Equipo: Mercedes           | 326    | Mercedes            | Mercedes      | 739           |
| 2020  | 71.º    | Lewis Hamilton Equipo: Mercedes                | 347    | Valtteri Bottas Equipo: Mercedes           | 223    | Mercedes            | Mercedes      | 573           |
| 2021  | 72.º    | Max Verstappen Equipo: Red Bull                | 395,5  | Lewis Hamilton Equipo: Mercedes            | 387,5  | Mercedes            | Mercedes      | 613,5         |
| 2022  | 73.º    | Max Verstappen Equipo: Red Bull                | 454    | Charles Leclerc Equipo: Ferrari            | 308    | Red Bull            | RBPT          | 759           |
| 2023  | 74.º    | Max Verstappen Equipo: Red Bull                | 575    | Sergio Pérez Equipo: Red Bull              | 285    | Red Bull            | Honda RBPT    | 860           |
| 2024  | 75.º    | Max Verstappen Equipo: Red Bull                | 437    | Lando Norris Equipo: McLaren               | 374    | McLaren             | Mercedes      | 666           |

### Por pilotos
Son treinta y cuatro los pilotos que han obtenido el Mundial de Pilotos. Michael Schumacher y Lewis Hamilton ostentan los récords de títulos con siete. Juan Manuel Fangio cinco, Alain Prost , Sebastian Vettel y Max Verstappen lograron cuatro, y con tres se encuentran Jack Brabham, Jackie Stewart, Niki Lauda, Nelson Piquet y Ayrton Senna.
Por otra parte, el piloto con mayor cantidad de victorias sin haber logrado ningún título es Stirling Moss, quien ganó dieciséis carreras y resultó subcampeón cuatro veces y tercero en tres. Otros pilotos con gran cantidad de victorias en Grandes Premios, sin haber obtenido títulos, son: David Coulthard (13), Carlos Reutemann (12), Rubens Barrichello, Felipe Massa (11), Gerhard Berger, Ronnie Peterson y Valtteri Bottas con 10.
|                                                                                        |
| Michael Schumacher, ganador de 7 títulos, 91 victorias, 68 poles y 77 vueltas rápidas. |

|                                                                  |
| Lewis Hamilton, ganador de 7 títulos, 105 victorias y 104 poles. |

|                                                                                                  |
| Juan Manuel Fangio obtuvo 5 títulos en 8 temporadas, ganando el 47% de las carreras que disputó. |

|                                                              |
| Alain Prost obtuvo 51 victorias, 106 podios y 4 campeonatos. |

| |
| Sebastian Vettel consiguió el campeonato 4 veces de Fórmula 1, con un total de 53 victorias, 120 podios y 57 poles. |

| |
| Ayrton Senna fue 3 veces campeón de Fórmula 1, con un total de 41 victorias, 80 podios y 65 poles. |

| Piloto             | Títulos | Años                                     | Carreras | Victorias | Poles | Podios | Vueltas rápidas |
| ------------------ | ------- | ---------------------------------------- | -------- | --------- | ----- | ------ | --------------- |
| Michael Schumacher | 7       | 1994, 1995, 2000, 2001, 2002, 2003, 2004 | 308      | 91        | 68    | 155    | 77              |
| Lewis Hamilton     | 7       | 2008, 2014, 2015, 2017, 2018, 2019, 2020 | 370      | 105       | 104   | 202    | 67              |
| Juan Manuel Fangio | 5       | 1951, 1954, 1955, 1956, 1957             | 51       | 24        | 29    | 35     | 23              |
| Alain Prost        | 4       | 1985, 1986, 1989, 1993                   | 202      | 51        | 33    | 106    | 41              |
| Sebastian Vettel   | 4       | 2010, 2011, 2012, 2013                   | 299      | 53        | 57    | 122    | 38              |
| Max Verstappen     | 4       | 2021, 2022, 2023, 2024                   | 219      | 65        | 43    | 117    | 34              |
| Jack Brabham       | 3       | 1959, 1960, 1966                         | 128      | 14        | 13    | 31     | 12              |
| Jackie Stewart     | 3       | 1969, 1971, 1973                         | 99       | 27        | 17    | 43     | 15              |
| Niki Lauda         | 3       | 1975, 1977, 1984                         | 170      | 25        | 24    | 54     | 24              |
| Nelson Piquet      | 3       | 1981, 1983, 1987                         | 207      | 23        | 24    | 60     | 23              |
| Ayrton Senna       | 3       | 1988, 1990, 1991                         | 161      | 41        | 65    | 80     | 19              |
| Alberto Ascari     | 2       | 1952, 1953                               | 32       | 13        | 14    | 17     | 12              |
| Jim Clark          | 2       | 1963, 1965                               | 73       | 25        | 33    | 32     | 28              |
| Graham Hill        | 2       | 1962, 1968                               | 179      | 14        | 13    | 36     | 10              |
| Emerson Fittipaldi | 2       | 1972, 1974                               | 149      | 14        | 7     | 35     | 6               |
| Mika Häkkinen      | 2       | 1998, 1999                               | 166      | 20        | 26    | 51     | 25              |
| Fernando Alonso    | 2       | 2005, 2006                               | 399      | 32        | 22    | 106    | 26              |
| Giuseppe Farina    | 1       | 1950                                     | 34       | 5         | 5     | 20     | 5               |
| Mike Hawthorn      | 1       | 1958                                     | 44       | 3         | 4     | 18     | 6               |
| Phil Hill          | 1       | 1961                                     | 51       | 3         | 6     | 16     | 6               |
| John Surtees       | 1       | 1964                                     | 112      | 6         | 8     | 24     | 11              |
| Denny Hulme        | 1       | 1967                                     | 112      | 8         | 1     | 33     | 9               |
| Jochen Rindt       | 1       | 1970                                     | 62       | 6         | 10    | 13     | 3               |
| James Hunt         | 1       | 1976                                     | 92       | 10        | 14    | 23     | 20              |
| Mario Andretti     | 1       | 1978                                     | 131      | 12        | 18    | 19     | 10              |
| Jody Scheckter     | 1       | 1979                                     | 113      | 10        | 5     | 33     | 5               |
| Alan Jones         | 1       | 1980                                     | 116      | 12        | 5     | 24     | 13              |
| Keke Rosberg       | 1       | 1982                                     | 128      | 5         | 5     | 17     | 3               |
| Nigel Mansell      | 1       | 1992                                     | 187      | 31        | 32    | 59     | 30              |
| Damon Hill         | 1       | 1996                                     | 115      | 22        | 20    | 42     | 19              |
| Jacques Villeneuve | 1       | 1997                                     | 163      | 11        | 13    | 23     | 9               |
| Kimi Räikkönen     | 1       | 2007                                     | 350      | 21        | 18    | 103    | 46              |
| Jenson Button      | 1       | 2009                                     | 305      | 15        | 8     | 50     | 8               |
| Nico Rosberg       | 1       | 2016                                     | 206      | 23        | 30    | 57     | 19              |

- En negrita los pilotos que están actualmente activos.

### Por constructores
- En negrita escuderías que actualmente forman parte de la Fórmula 1.

| N.º | Constructor | Títulos | Años                                                                                           |
| --- | ----------- | ------- | ---------------------------------------------------------------------------------------------- |
| 1   | Ferrari     | 16      | 1961, 1964, 1975, 1976, 1977, 1979, 1982, 1983, 1999, 2000, 2001, 2002, 2003, 2004, 2007, 2008 |
| 2   | Williams    | 9       | 1980, 1981, 1986, 1987, 1992, 1993, 1994, 1996, 1997                                           |
| 2   | McLaren     | 9       | 1974, 1984, 1985, 1988, 1989, 1990, 1991, 1998, 2024                                           |
| 4   | Mercedes    | 8       | 2014, 2015, 2016, 2017, 2018, 2019, 2020, 2021                                                 |
| 5   | Lotus       | 7       | 1963, 1965, 1968, 1970, 1972, 1973, 1978                                                       |
| 6   | Red Bull    | 6       | 2010, 2011, 2012, 2013, 2022, 2023                                                             |
| 7   | Cooper      | 2       | 1959, 1960                                                                                     |
| 7   | Brabham     | 2       | 1966, 1967                                                                                     |
| 7   | Renault     | 2       | 2005, 2006                                                                                     |
| 10  | Vanwall     | 1       | 1958                                                                                           |
| 10  | Benetton    | 1       | 1995                                                                                           |
| 10  | BRM         | 1       | 1962                                                                                           |
| 10  | Matra       | 1       | 1969                                                                                           |
| 10  | Tyrrell     | 1       | 1971                                                                                           |
| 10  | Brawn       | 1       | 2009                                                                                           |

### Por proveedores de motores
Una de las actividades claves en el funcionamiento de los equipos, es el suministro de motores. Diferentes fabricantes participaron en este rubro de la Fórmula 1, siendo algunos de producción propia por parte de algunos equipos (tales los casos de Ferrari, Mercedes o Renault), mientras que otros ingresaron a través de alianzas con distintas escuderías (Ford-Cosworth, Honda o BMW). Han existido casos de equipos que gracias al aporte de algún patrocinador, modificaban el nombre de sus motores por el del mencionado patrocinador, siempre y cuando no se tratase de un motor suministrado de manera oficial. Un ejemplo es el del fabricante alemán Porsche, cuyos motores fueron utilizados en la década de 1980 por el equipo inglés McLaren, el cual modificó la denominación de los mismos en favor de su patrocinante TAG, el cual había invertido económicamente en la preparación de esos motores.
A pesar de que nunca se instituyó de forma oficial un campeonato de proveedores de motores, si se han contabilizado los títulos obtenidos por estos fabricantes tanto en el rubro pilotos, como en el rubro escuderías. Por otra parte, ha habido proveedores que han obtenido títulos en un rubro, pero no así en el otro. Las estadísticas generales de títulos por proveedores de motores, es la siguiente:
| N.º | Proveedor     | Títulos | Títulos                                                                                  | Títulos       | Títulos                                                                                        |
| N.º | Proveedor     | Pilotos | Pilotos                                                                                  | Constructores | Constructores                                                                                  |
| --- | ------------- | ------- | ---------------------------------------------------------------------------------------- | ------------- | ---------------------------------------------------------------------------------------------- |
| 1   | Ferrari       | 15      | 1952, 1953, 1956, 1958, 1961, 1964, 1975, 1977, 1979, 2000, 2001, 2002, 2003, 2004, 2007 | 16            | 1961, 1964, 1975, 1976, 1977, 1979, 1982, 1983, 1999, 2000, 2001, 2002, 2003, 2004, 2007, 2008 |
| 2   | Mercedes (1)  | 13      | 1954, 1955, 1998, 1999, 2008, 2009, 2014, 2015, 2016, 2017, 2018, 2019, 2020             | 11            | 1998, 2009, 2014, 2015, 2016, 2017, 2018, 2019, 2020, 2021, 2024                               |
| 3   | Renault       | 11      | 1992, 1993, 1995, 1996, 1997, 2005, 2006, 2010, 2011, 2012, 2013                         | 12            | 1992, 1993, 1994, 1995, 1996, 1997, 2005, 2006, 2010, 2011, 2012, 2013                         |
| 4   | Ford-Cosworth | 11      | 1968, 1969, 1970, 1971, 1972, 1973, 1974, 1976, 1978, 1980, 1982                         | 10            | 1968, 1969, 1970, 1971, 1972, 1973, 1974, 1978, 1980, 1981                                     |
| 5   | Honda         | 6       | 1987, 1988, 1989, 1990, 1991, 2021                                                       | 6             | 1986, 1987, 1988, 1989, 1990, 1991                                                             |
| 6   | Climax        | 4       | 1959, 1960, 1963, 1965                                                                   | 4             | 1959, 1960, 1963, 1965                                                                         |
| 7   | TAG (2)       | 3       | 1984, 1985, 1986                                                                         | 2             | 1984, 1985                                                                                     |
| 8   | RBPT (3)      | 3       | 2022, 2023, 2024                                                                         | 2             | 2022, 2023                                                                                     |
| 9   | Repco(4)      | 2       | 1966, 1967                                                                               | 2             | 1966, 1967                                                                                     |
| 10  | Alfa Romeo    | 2       | 1950, 1951                                                                               | 0             |                                                                                                |
| 11  | BMW           | 2       | 1981, 1983                                                                               | 0             |                                                                                                |
| 12  | BRM           | 1       | 1962                                                                                     | 1             | 1962                                                                                           |
| 13  | Maserati      | 1       | 1957                                                                                     | 0             |                                                                                                |
| 14  | Ford (5)      | 1       | 1994                                                                                     | 0             |                                                                                                |
| 15  | Vanwall       | 0       |                                                                                          | 1             | 1958                                                                                           |

Referencias:

(1): El campeonato de pilotos de 1954 se contabiliza a favor de Mercedes-Benz, ya que su titular Juan Manuel Fangio, desarrolló sus dos primeras fechas en el equipo Maserati, pasando luego a Mercedes con el cual obtuvo el campeonato y la mayoría de sus victorias.

(2): Motores de origen Porsche, desarrollados por TAG.

(3): Motores de origen Honda, desarrollados por RBPT.

(4): Motores de origen Oldsmobile, desarrollados por Repco.

(5): El título de pilotos obtenido por Ford en 1994, se contabiliza como independiente de su alianza con el fabricante inglés Cosworth.

## Resumen estadístico

### Estadísticas de pilotos
| N.º     | Piloto             | Victorias |
| ------- | ------------------ | --------- |
| 1       | Lewis Hamilton     | 105       |
| 2       | Michael Schumacher | 91        |
| 3       | Max Verstappen     | 65        |
| 4       | Sebastian Vettel   | 53        |
| 5       | Alain Prost        | 51        |
| 6       | Ayrton Senna       | 41        |
| 7       | Fernando Alonso    | 32        |
| 8       | Nigel Mansell      | 31        |
| 9       | Jackie Stewart     | 27        |
| 10      | Jim Clark          | 25        |
| 10      | Niki Lauda         | 25        |
| Fuente: |                    |           |

| N.º     | Piloto             | Poles |
| ------- | ------------------ | ----- |
| 1       | Lewis Hamilton     | 104   |
| 2       | Michael Schumacher | 68    |
| 3       | Ayrton Senna       | 65    |
| 4       | Sebastian Vettel   | 57    |
| 5       | Max Verstappen     | 43    |
| 6       | Jim Clark          | 33    |
| 6       | Alain Prost        | 33    |
| 8       | Nigel Mansell      | 32    |
| 9       | Nico Rosberg       | 30    |
| 10      | Juan Manuel Fangio | 29    |
| Fuente: |                    |       |

| N.º     | Piloto             | Podios |
| ------- | ------------------ | ------ |
| 1       | Lewis Hamilton     | 202    |
| 2       | Michael Schumacher | 155    |
| 3       | Sebastian Vettel   | 122    |
| 4       | Max Verstappen     | 117    |
| 5       | Alain Prost        | 106    |
| 5       | Fernando Alonso    | 106    |
| 7       | Kimi Räikkönen     | 103    |
| 8       | Ayrton Senna       | 80     |
| 9       | Rubens Barrichello | 68     |
| 10      | Valtteri Bottas    | 67     |
| Fuente: |                    |        |

### Estadísticas de constructores
| N.º     | Constructor | Victorias |
| ------- | ----------- | --------- |
| 1       | Ferrari     | 248       |
| 2       | McLaren     | 196       |
| 3       | Mercedes    | 130       |
| 4       | Red Bull    | 124       |
| 5       | Williams    | 114       |
| 6       | Lotus       | 81        |
| 7       | Brabham     | 35        |
| 7       | Renault     | 35        |
| 9       | Benetton    | 27        |
| 10      | Tyrrell     | 23        |
| Fuente: |             |           |

| N.º     | Constructor | Poles |
| ------- | ----------- | ----- |
| 1       | Ferrari     | 253   |
| 2       | McLaren     | 170   |
| 3       | Mercedes    | 142   |
| 4       | Williams    | 128   |
| 5       | Lotus       | 107   |
| 6       | Red Bull    | 106   |
| 7       | Renault     | 51    |
| 8       | Brabham     | 39    |
| 9       | Benetton    | 15    |
| 10      | Tyrrell     | 14    |
| Fuente: |             |       |

| N.º     | Constructor | Podios |
| ------- | ----------- | ------ |
| 1       | Ferrari     | 832    |
| 2       | McLaren     | 540    |
| 3       | Williams    | 313    |
| 4       | Mercedes    | 304    |
| 5       | Red Bull    | 287    |
| 6       | Lotus       | 197    |
| 7       | Brabham     | 124    |
| 8       | Renault     | 103    |
| 9       | Benetton    | 102    |
| 10      | Tyrrell     | 77     |
| Fuente: |             |        |

Nota: actualizado al Gran Premio de Canadá  de 2025.

## Tecnología
La Fórmula 1 actual se caracteriza por ser un escaparate de la tecnología más avanzada en varias áreas:

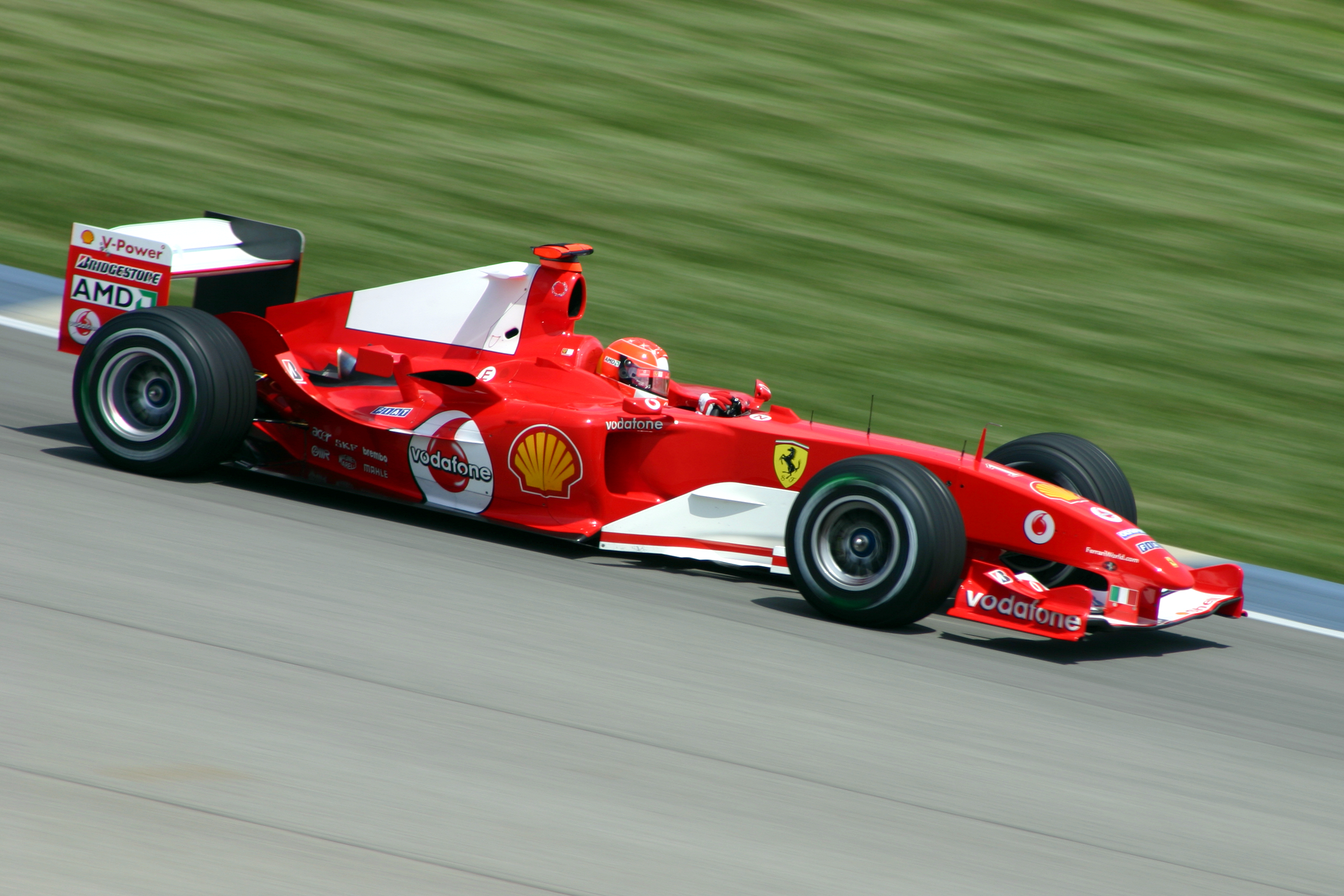
Michael Schumacher en el F2004 de la Scuderia Ferrari.

### Aerodinámica
La aerodinámica en la Fórmula 1 actual persigue principalmente dos objetivos: disminuir la resistencia aerodinámica al avance, y conseguir un alto esfuerzo aerodinámico sobre el monoplaza hacia abajo (esfuerzo de sustentación invertido). El equilibrio entre ambos puede llegar a ser determinante para que un monoplaza sea o no competitivo. Estos esfuerzos son directamente proporcionales a los coeficientes aerodinámicos correspondientes, al área frontal del vehículo, a la densidad del aire y al cuadrado de la velocidad del vehículo respecto al aire.
Un monoplaza con mucha carga aerodinámica, es decir, con un coeficiente de anti-sustentación alto, consigue una velocidad mayor en curva, mientras que con poca carga, y por lo tanto con menor resistencia al avance, consigue mayores aceleraciones y velocidades máximas en las rectas. Por tanto, dependiendo de la geometría del circuito se debe mover ese punto de equilibrio para favorecer una u otra especificación. En circuitos como Monza se usan alerones especiales, casi planos, exclusivos de ese GP. Mónaco es el caso contrario, pues en ese circuito el vehículo necesita mucha carga aerodinámica. La prohibición del uso de placas de efecto suelo hizo necesario adaptar la forma de calibrar la carga aerodinámica.
Para estudiar y mejorar el comportamiento aerodinámico de un monoplaza, los ingenieros de los equipos utilizan programas de simulación de dinámica de fluidos (conocidos como CFD, del inglés computational fluid dynamics) y realizan ensayos en un túnel de viento analizando diferentes configuraciones de alerones, pontones y demás artilugios aerodinámicos. Habitualmente estos ensayos suman miles de horas y se realizan con maquetas a escala para no tener un monoplaza real ocupado.
Los análisis de la aerodinámica de un monoplaza permiten elaborar diagramas de velocidades y de presiones con información sobre si el flujo aerodinámico provoca turbulencias, analizando las líneas de corriente, así como conocer los diferentes coeficientes aerodinámicos, en función de la posición de los alerones y del ángulo de incidencia del viento.
Es usual que los monoplazas alcancen velocidades superiores a los 300 km/h en la mayoría de circuitos. En los más rápidos como Monza (en Italia) y el Autódromo Hermanos Rodríguez (en México), Sergio Pérez llega a superar los 370 km/h en línea recta, en el año 2016. En cambio, otros circuitos, como el circuito de Mónaco, se registran velocidades máximas inferiores a 290 km/h, con una media de 166 km/h en todo el circuito. En 2002 el equipo Honda realizó pruebas con el monoplaza sin alerones y este superó los 450 km/h, sin embargo actualmente las velocidades de los monoplazas han descendido debido en gran parte a la reducción de la cilindrada de los motores y aerodinámica en el monoplaza.

### Motor
Otro elemento indispensable para que un monoplaza sea rápido es el motor, o unidad de potencia. A lo largo de la historia las características de este han ido cambiando para ajustarse a la reglamentación. Desde el año 1950 han sido:
| Años        | Cilindrada y tipo de aspiración (turboalimentada o atmosférica) | Disposición del motor            |
| ----------- | --------------------------------------------------------------- | -------------------------------- |
| 1950-1951   | 4500 cc atmosféricos o 1500 cc sobrealimentados                 | Indiferente (V6, V8 o V10)       |
| 1952-1953   | 2000 cc atmosféricos                                            | Indiferente                      |
| 1954-1960   | 2500 cc atmosféricos o 750 cc sobrealimentados                  | Indiferente                      |
| 1961-1965   | 1500 cc atmosféricos                                            | Indiferente                      |
| 1966-1985   | 3000 cc atmosféricos o 1500 cc sobrealimentados                 | Indiferente                      |
| 1986-1987   | 1500 cc sobrealimentados                                        | Indiferente                      |
| 1988        | 3500 cc atmosféricos o 1500 cc sobrealimentados                 | Indiferente                      |
| 1989-1994   | 3500 cc atmosféricos                                            | Indiferente                      |
| 1995-2000   | 3000 cc atmosféricos                                            | Indiferente                      |
| 2000-2005   | 3000 cc atmosféricos                                            | V10                              |
| 2006        | 2400 cc V8 o 3000 cc V10 atmosféricos                           | V8 o V10 (limitado a 16.800 rpm) |
| 2007-2008   | 2400 cc atmosféricos                                            | V8 (limitado a 19.000 rpm)       |
| 2009-2013   | 2400 cc atmosféricos                                            | V8 (limitado a 18.000 rpm)       |
| 2014-Actual | 1600 cc turbo híbrido                                           | V6 (limitado a 15.000 rpm)       |

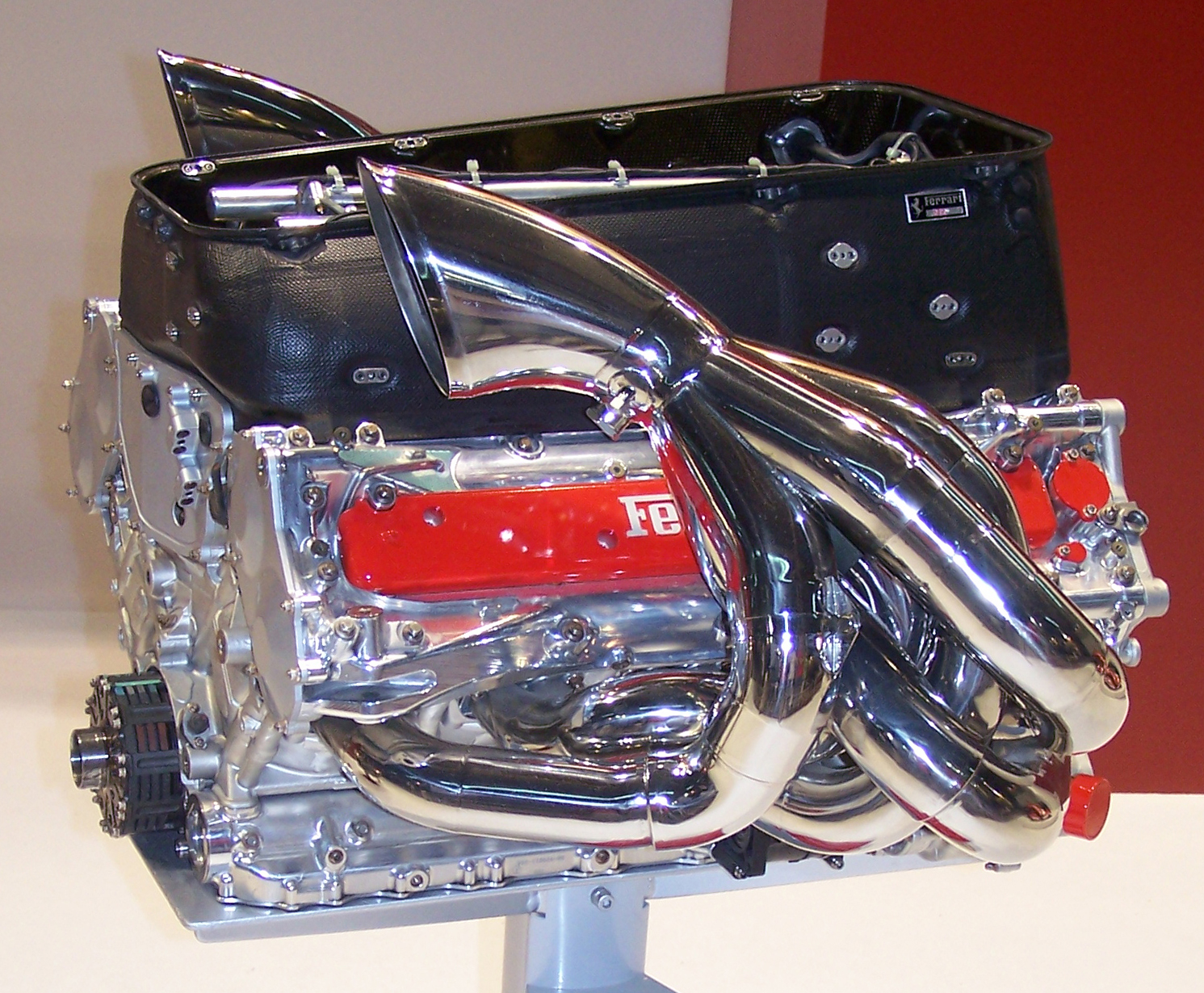
Motor Ferrari 054 V10, del Ferrari F2004.

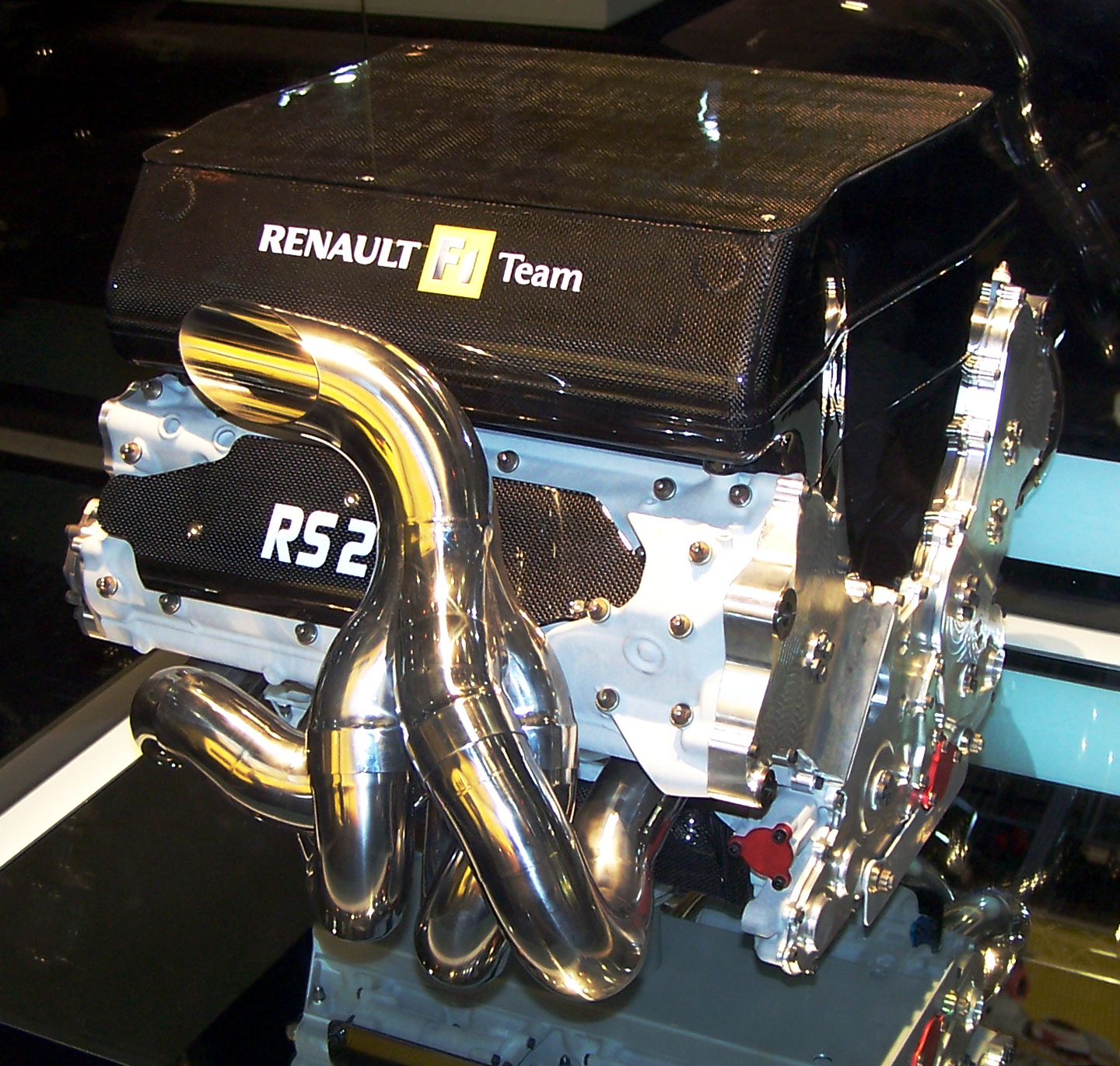
Motor del Renault R27 de 2007.

Actualmente, los motores usan una gasolina teóricamente convencional, aditivada para conseguir un RON máximo de 102 octanos.
Desde la temporada 2005 se reglamentó que un motor debería durar al menos dos Grandes Premios (a partir de 2009 tres Grandes Premios), y si se cambiaba en plena sesión de viernes o sábado, el piloto retrocedía 10 puestos en la parrilla de salida el domingo.
Para el 2006 se realizó un cambio en la normativa que exigía que el motor V10 de 3 litros de cilindrada fuera reemplazado por un motor V8 de 2,4 litros. Dicha reducción está destinada a disminuir la potencia de los motores para lograr menores velocidades punta en aras de la seguridad de los pilotos. Durante la temporada de 2006 solo se permitió utilizar un motor que cumpliera la reglamentación de 2005 a los equipos más modestos que no habían podido desarrollar un motor V8 de 2,4 litros todavía. Estos motores V10 estuvieron limitados electrónicamente a un régimen de giro más bajo (16.800 rpm). La única escudería que utilizó motores V10 con revoluciones limitadas en 2006 fue Toro Rosso.
Después del Gran Premio de Japón de 2006, la FIA comunicó que solo los dos motores homologados y utilizados durante las dos últimos eventos de 2006 podrían ser utilizados durante las temporadas 2007, 2008 y 2009; los motores sufren entonces un proceso de congelación en su evolución, es decir, no puede realizarse una evolución específica en su diseño base en todo ese periodo. El objetivo de esta norma es la reducción del gasto económico de desarrollo en los motores. Además se introduce la norma de que los motores deberán regularse a un máximo de 19.000 rpm para, según la FIA, conseguir una mayor igualdad de configuraciones mecánicas y una mejora del espectáculo. No obstante, en 2007 la FIA confirmó una congelación total de la evolución de los motores a partir de 2008. La congelación total significa que no habrá excepciones en el desarrollo de ciertas partes. En 2009 se les permite desarrollar los motores para igualar la potencia de estos con los de los otros equipos.
A partir de 2009, se permite combinar el motor de explosión con un sistema de recuperación de energía cinética (KERS). El recuperador obtiene energía durante frenadas fuertes y la almacena en un volante de inercia, batería o supercondensador. Luego, el piloto puede presionar un botón para que el sistema devuelva la energía a las ruedas y acelerar más rápidamente. El recuperador puede entregar hasta 400 kJ de energía por vuelta con una potencia máxima de 60 kW (82 CV).
Para 2014 se volvió a realizar otro cambio; los equipos remplazan los motores v8 por motores v6 turboalimentados limitados a 15000 rpm. El KERS es remplazado por un sistema de recuperación más sofisticado llamado ERS.

### Tracción, transmisión y marchas
La tracción de un F1 es trasera, y al estar situado el motor en la parte central-posterior del vehículo, prácticamente encima de las ruedas, la transmisión en estos bólidos es bastante corta. Se permite el uso de la tracción delantera, pero no de la tracción total; un ejemplo de esto es el McLaren M9A.
A su vez, la caja de cambios se localiza en la parte trasera, y tiene como característica principal el cambio de marchas semiautomático secuencial, por lo que no se precisa de un pedal de embrague para cambiar la relación de transmisión. El piloto solo tiene que accionar unas levas situadas bajo el volante para subir o bajar marchas. En la actualidad todos los monoplazas tienen 8 marchas. Renault, que anteriormente había optado por tener únicamente 6, del año 2006-2013 utilizaba 7. A partir de 2008, si se sustituye una caja de cambios se retrocederá 5 puestos en la parrilla de salida.
Desde 2008 la tracción no puede estar regulada mediante un sistema electrónico de control de tracción, que evita que las ruedas puedan derrapar descontroladamente. Tampoco está permitido ningún dispositivo o sistema que avise al conductor de la condición de deslizamiento de las ruedas.

### Volante

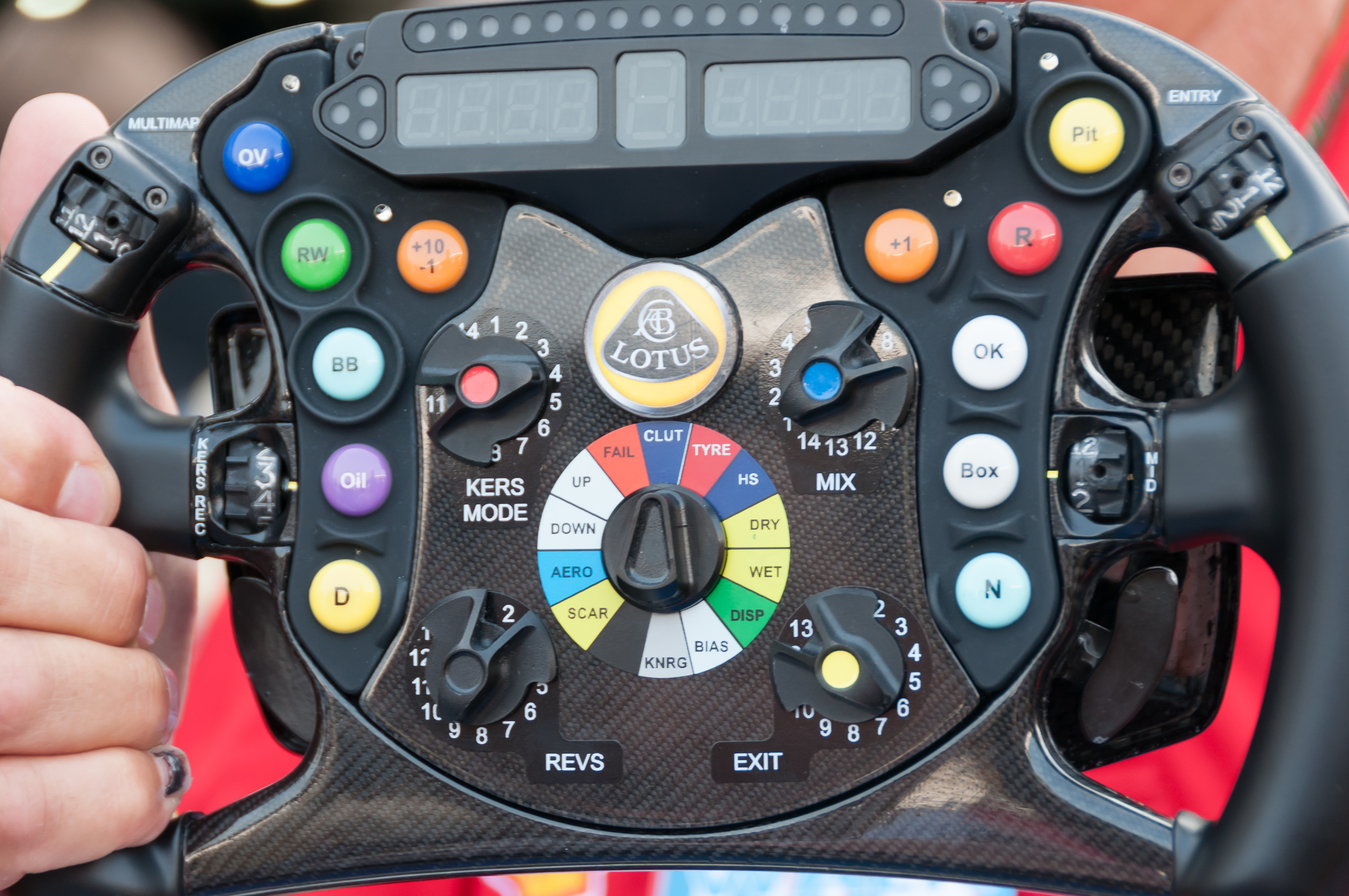
Un moderno volante de Fórmula 1, con numerosos botones y mandos, perteneciente a Lotus.

Debido al reducido espacio de la cabina de un monoplaza de Fórmula 1 y al grado de concentración y atención que es requerido para conducir un Fórmula 1, el volante de uno de estos monoplazas no solo es el mando del mecanismo de dirección del vehículo, sino que además es una compleja interfaz con múltiples dispositivos electrónicos, tanto de información al piloto, mediante displays, como de mando sobre el vehículo, mediante botones y ruletas que cumplen diversas funciones.
La introducción del mando del cambio de marchas semiautomático en la parte posterior del volante marcó el comienzo de la transición a concentrar los controles tan cerca de los dedos del conductor como fuera posible. Los primeros botones en aparecer en el volante fueron el botón de punto muerto y el de la radio para la comunicación con los técnicos del equipo en boxes. Exceptuando los pedales del acelerador y de los frenos, pocos monoplazas de Fórmula 1 tienen controles en lugares diferentes al volante. Se tiende a usar botones para funciones on/off, como la habilitación del sistema limitador de velocidad en el carril de los boxes, mientras que los controles giratorios se utilizan para seleccionar funciones con múltiples opciones, como la acción autoblocante del diferencial, el reparto de frenada o incluso la gestión electrónica del motor.
Además, dispone de una o varias pantallas LCD (no todos, puesto que algunos equipos colocan la pantalla detrás del volante, como Williams) para una mejor visualización de las órdenes proporcionadas electrónicamente, así como para ver otros datos como la velocidad o los tiempos por vuelta.
El reglamento técnico de la competición exige que el conductor sea capaz de salir de la cabina en cinco segundos, para lo cual el volante debe poderse desconectar rápidamente.
El volante de un Fórmula 1 suele tener un costo elevado debido a que no se elabora en una cadena de montaje, sino que es fabricado manualmente utilizando fibra de carbono con un peso de poco más de dos kilogramos.

### Neumáticos

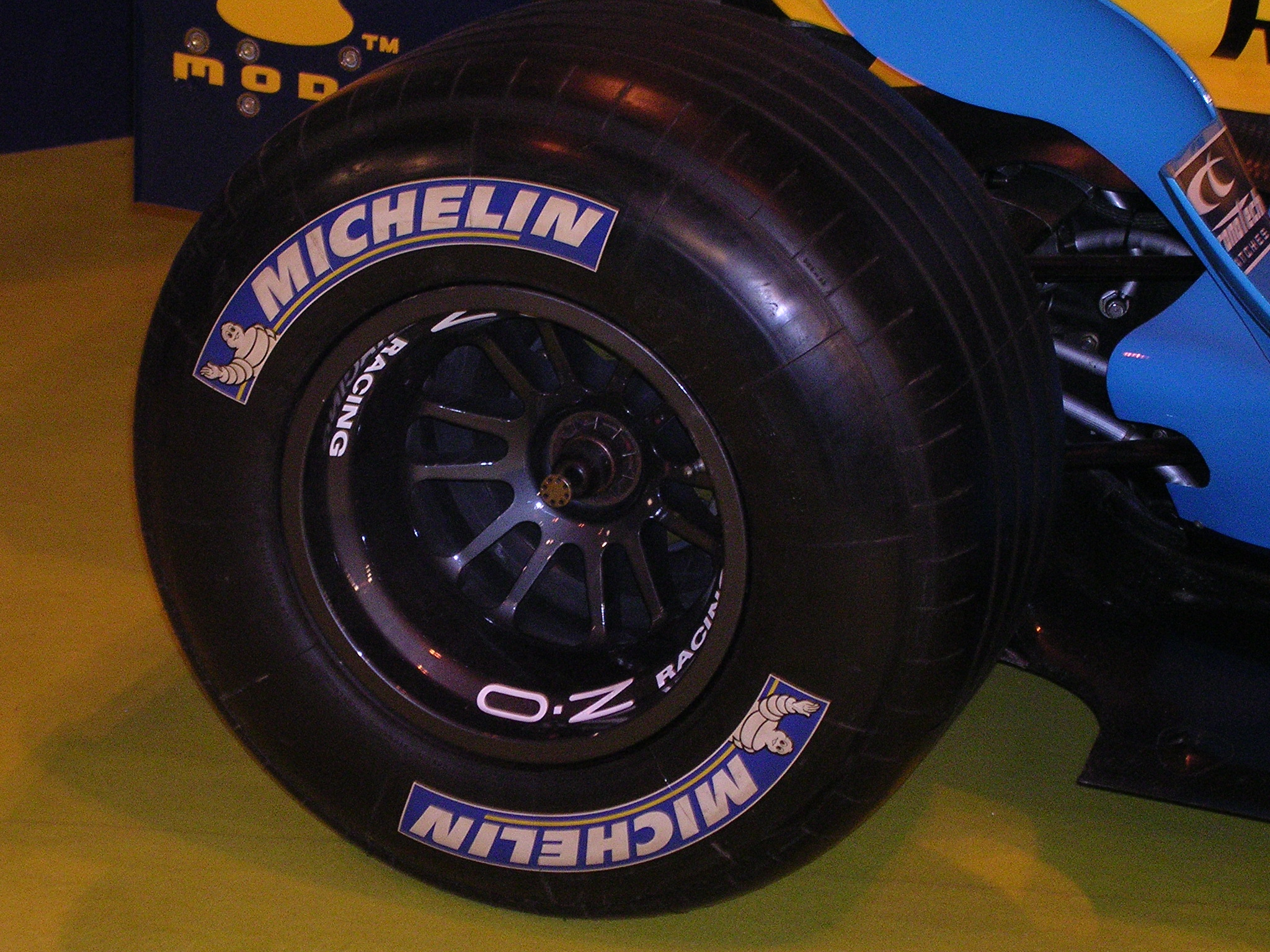
Neumático de competición Michelin perteneciente al Fórmula 1 Renault R25, del año 2005.

Los neumáticos son diseñados para soportar fuerzas mucho mayores que uno convencional, por lo que se fabrican con nailon, fibra de poliéster y cauchos blandos. Durante la carrera el neumático puede llegar a soportar más de una tonelada procedente de la carga aerodinámica, fuerzas laterales de 4 g y fuerzas longitudinales de hasta 5 g. Se limita el número de ruedas de cada monoplaza a cuatro, no existiendo la posibilidad de existir tres ejes o ruedas gemelas. En los años 1970, los Tyrrell P34 tenían cuatro llantas delanteras con un diámetro de 10 pulgadas.

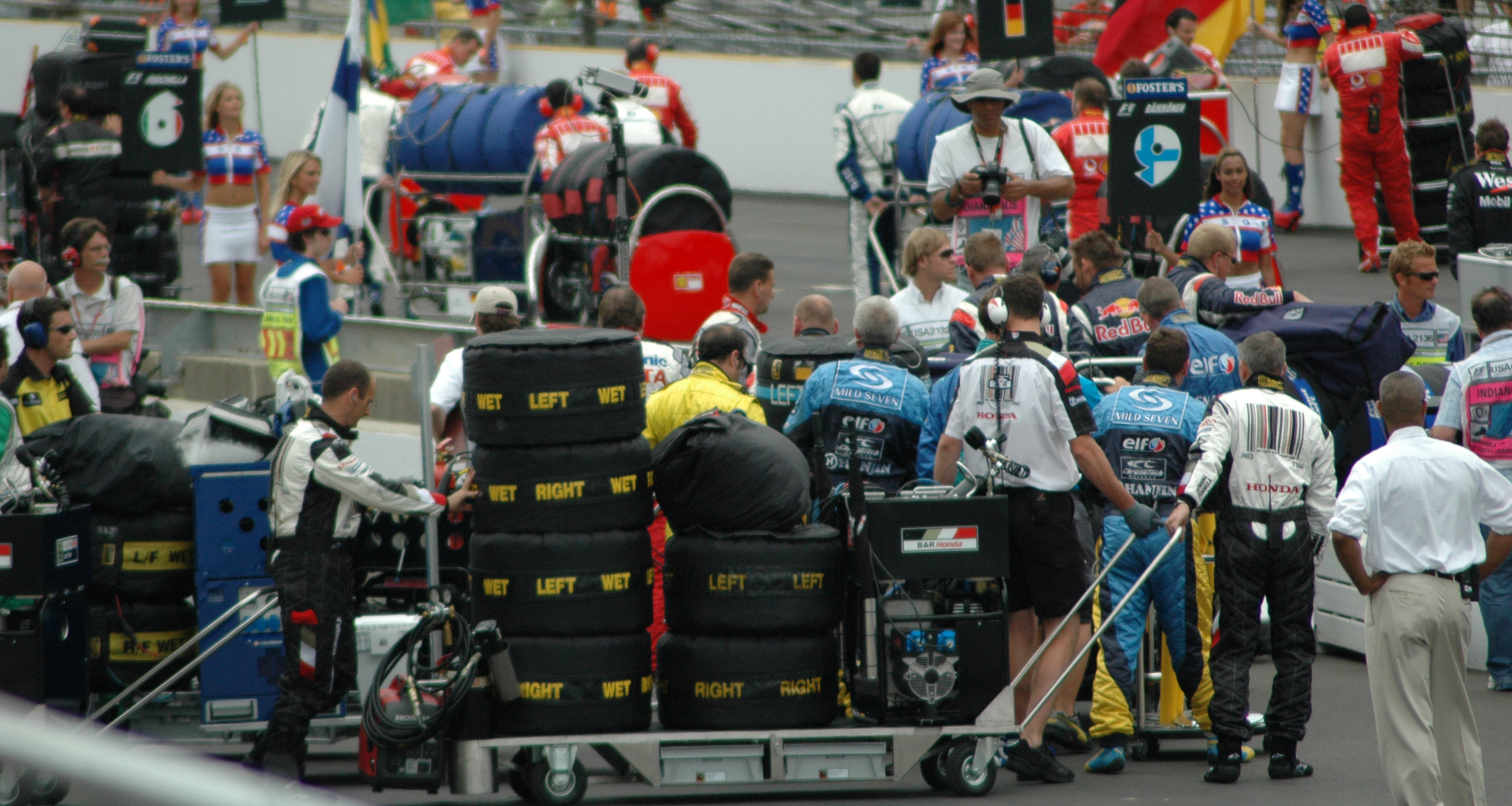
Compuestos de neumáticos sobre la parrilla en el Gran Premio de los Estados Unidos de 2005.

Parte del caucho que llevan los neumáticos se acumula a lo largo de la pista dejando visibles manchas oscuras, habitualmente en los pianos y entradas y salidas de curva. El comportamiento del neumático es mejor en un rango de temperaturas determinado; por ejemplo, unos neumáticos de seco convencionales están pensados para funcionar de forma óptima entre 90 y 110 °C. Solo en ese rango de temperaturas alcanzan su máximo coeficiente de adherencia. Cada fabricante proporciona la temperatura recomendable para sus neumáticos, aunque no varían mucho de las de un neumático de seco convencional.
La presión de un neumático ha de mantenerse lo más estable posible para tener una distribución de presiones óptima en la zona de contacto con el suelo. Para evitar que los cambios de temperatura modifiquen la presión de los gases que contiene la rueda, el aire se reemplaza por otros gases, principalmente nitrógeno, para alargar su vida útil, además de no ser inflamable. El aire atmosférico contiene oxígeno y vapor de agua que, en el interior de la cámara de un neumático, oxidan el revestimiento de goma que asegura su estanqueidad. De existir fugas del gas interno disminuiría la presión del neumático, empeorando la distribución de la presión en la zona de contacto con el suelo y haciendo que el neumático se calentase más deprisa debido al mayor rozamiento.
Actualmente se permite que los neumáticos sean inflados con aire comprimido, nitrógeno o dióxido de carbono. Al utilizar nitrógeno se reduce el caudal de fuga de gas del interior del neumático, ya que el nitrógeno se difunde a través del neumático más lentamente que el aire. Esto permite un mayor control de la presión del neumático, una ralentización en su calentamiento y una menor resistencia a la rodadura, aumentando la eficiencia en el uso del combustible. Además, al reducir la concentración de oxígeno, se reduce la velocidad de corrosión de la llanta y de degradación del neumático, incrementando su vida útil.
El desarrollo de neumáticos de competición llegó a su máximo esplendor hacia 1960 con el uso de los neumáticos lisos. Pero en 1998 las nuevas reglas impuestas por la FIA obligaron a los equipos a utilizar neumáticos traseros con un mínimo de 4 canales de dibujo, y delanteros con 3 canales, con una profundidad de dibujo mínima de 2,5 mm y separadas por un mínimo de 5 cm. Estos cambios crearon nuevos desafíos para los fabricantes de neumáticos, que ahora disponían de menor adherencia.
En 2001 Michelin volvió a la Fórmula 1 para competir con Bridgestone. Antiguamente, Goodyear y Dunlop también participaron en esta competición. Debido a la decisión de la FIA de imponer un único fabricante de neumáticos en el Mundial a partir de 2008, Michelin anunció que dejaba la Fórmula 1 después del campeonato de 2006. De este modo, Bridgestone fue el único proveedor de neumáticos desde el año 2007 hasta el 2010. Bridgestone anunció su retirada de la Fórmula 1 al acabar el campeonato de 2010. A partir de entonces, la compañía industrial italiana Pirelli tomó el relevo, siendo el único proveedor hasta la actualidad.
Desde 2016 cada piloto recibe en cada Gran Premio tres tipos de neumáticos de seco, que son previamente seleccionados por el fabricante de neumáticos, y no puede utilizar más de 13 juegos de cada tipo de neumáticos de seco, además de 4 juegos de neumáticos de mojado y 3 juegos de neumáticos de lluvia extrema. Ningún piloto puede utilizar más de dos juegos de cada tipo de neumáticos de seco durante las dos primeras sesiones de los entrenamientos. El establecer solo cinco tipos de neumáticos y un proveedor supone una reducción en el grado de desigualdad entre equipos, en los ensayos que se realizan y en los costes de desarrollo. Para 2017 Michelin se había presentado a la candidatura para proveer los neumáticos, a la que ya aspiraba Pirelli, pero Bernie Ecclestone confirmó en el Gran Premio de Rusia de 2015, que continuaría Pirelli.
En el año 2022, los neumáticos cambiaron notablemente su aspecto. Los nuevos neumáticos Pirelli redujeron su grosor, lo que hace que las llantas aumenten de 13 pulgadas a 18. Así, Pirelli puede probar nuevas tecnologías en la categoría reina del automovilismo para aplicarlas en autos deportivos. Además, las llantas están cubiertas para reducir las turbulencias (el aire sucio) que produce el auto.En 2022 había 5 compuestos de neumáticos (nombrados con la letra C), del C1 al C5, que se ampliaron a 6 en 2023, renombrando el antiguo C1 como C0 e introduciendo un nuevo neumático de dureza intermedia entre el C0 y el C2, el nuevo C1. En el año 2024, los neumáticos de seco fueron reducidos a 5, del C1 al C5, eliminando el C0, además de ser eliminado el sistema de neumáticos obligatorios en la clasificación probado en 2023.

#### Actualidad en los neumáticos
Para el 2025, los neumáticos de seco (frecuentemente denominados "slicks") fueron ampliados a 6, del C1 al C6 (el C1 el compuesto más duradero y lento, y el C6 el más rápido y el que más desgate tiene), siendo recién agregado el C6. De estos se eligen 3 compuestos para cada gran premio dependiendo del tipo de asfalto los cuales son nombrados duro (blanco), medio (amarillo) y blando (rojo). El más duradero de los tres es el duro, y el más rápido es el denominado blando. Los neumáticos empleados en condiciones de mojado son los intermedios (verde) y los de lluvia extrema (azul). Los primeros pueden llegar a evacuar entre 35 y 40 litros por segundo de agua, y los azules de 70 a 80 l/s.

### Sistema de frenado

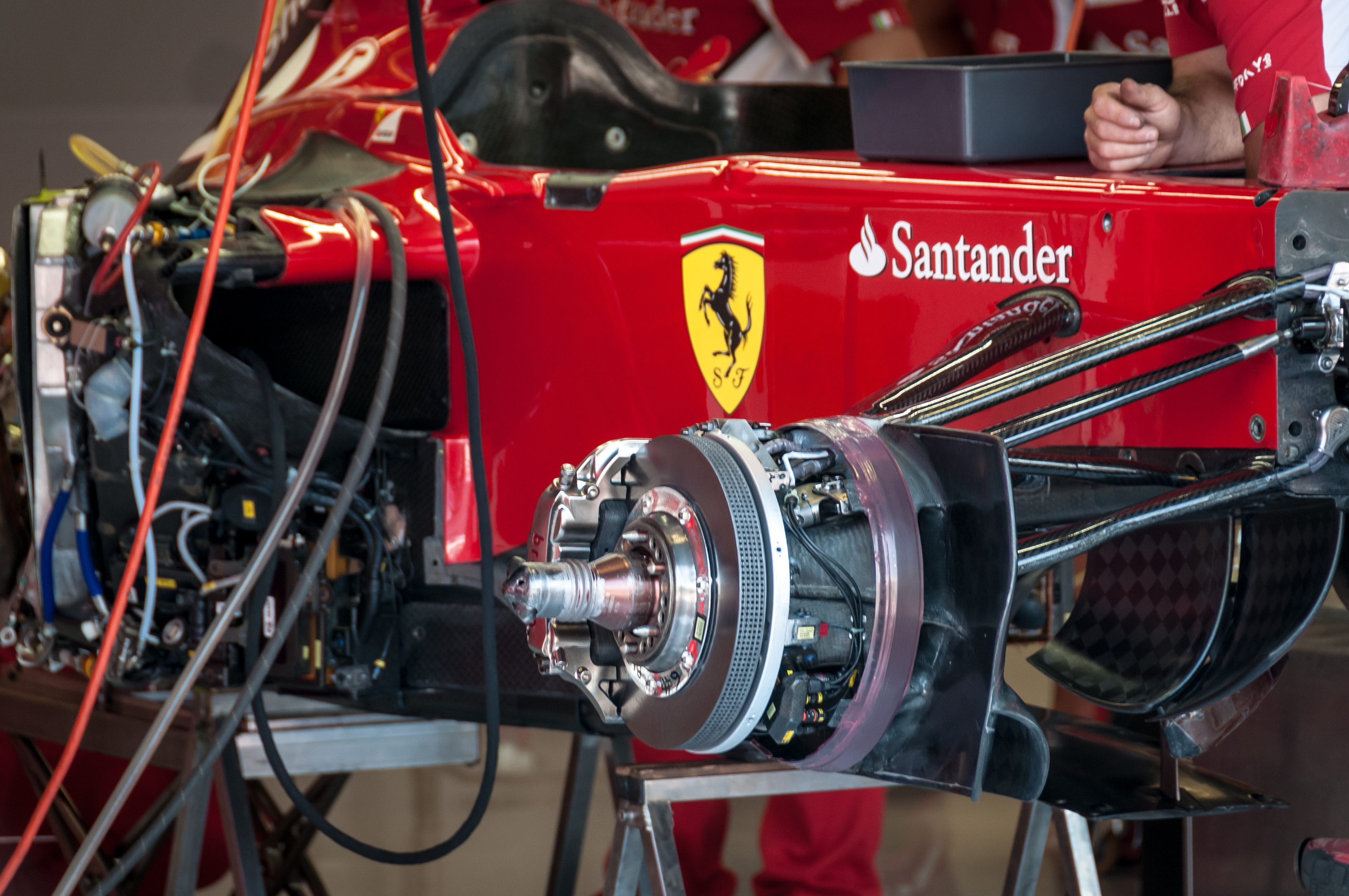
Discos de freno del Ferrari F2012.

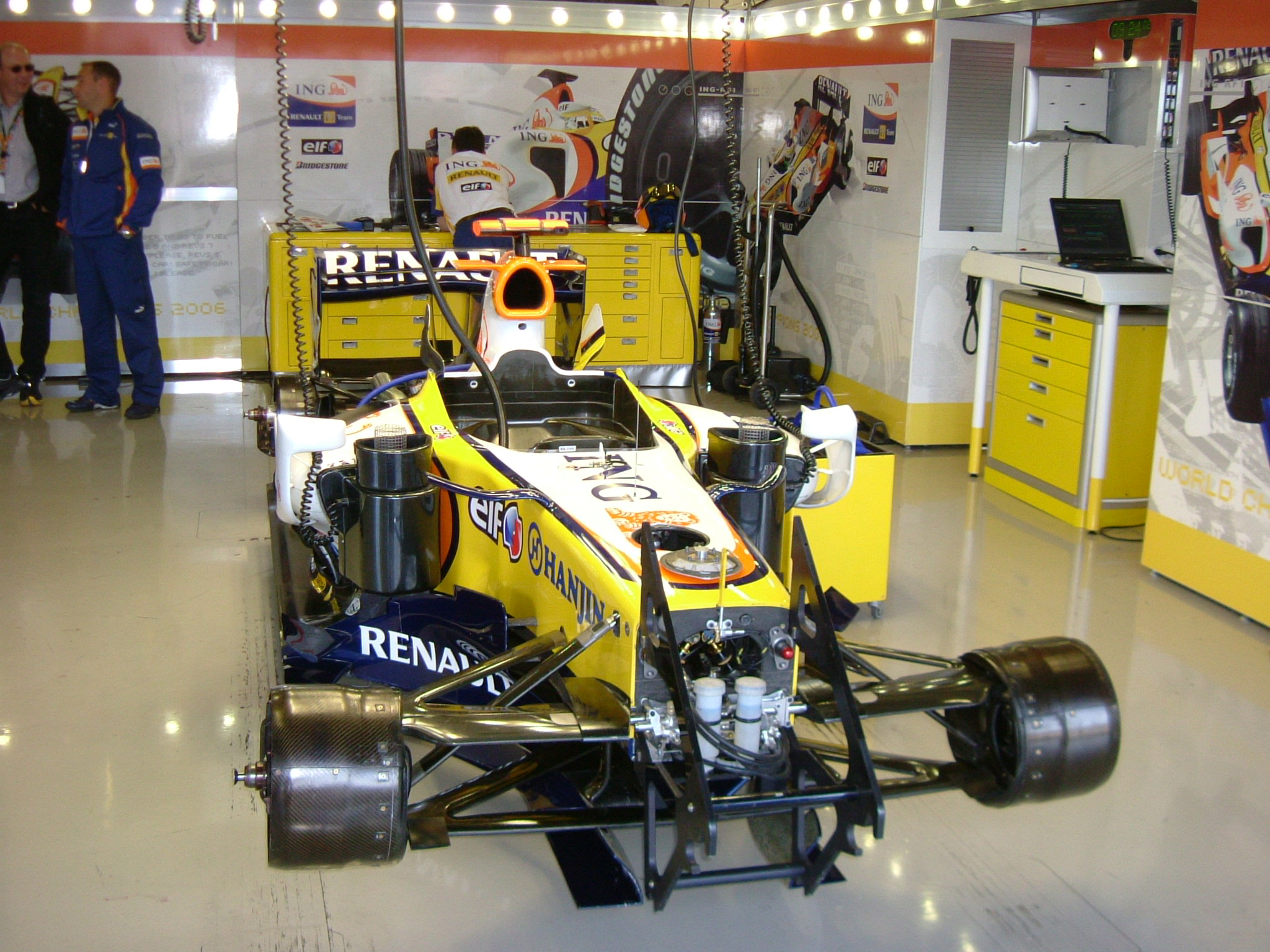
Renault R27 de Fisichella en el Gran Premio de Gran Bretaña de 2007. Cada uno de los dos depósitos blancos de líquido de frenos alimenta una bomba hidráulica de los dos circuitos hidráulicos independientes.

Para reducir la velocidad del vehículo, el sistema de frenado transforma la energía cinética en energía térmica mediante fricción. Los monoplazas de Fórmula 1, como la mayoría de los vehículos de calle, tienen frenos de disco en los cuales un disco que gira solidariamente con la rueda es presionado por unas pastillas de freno por la acción de unas pinzas hidráulicas. La fricción de estas pastillas con el disco hace que la rueda se frene convirtiendo la energía cinética en energía térmica, generando grandes cantidades de calor que debe ser disipado al ambiente. A diferencia de los automóviles de calle, cuyos discos de freno son de acero, en la Fórmula 1, estos discos son carbocerámicos (compuestos por carbono y cerámica). Este material no llega a fundirse pero al calentarse incluso se vuelven incandescentes emitiendo luz de tonalidades entre amarillo, naranja y rojo. Para disipar la gran cantidad de energía térmica generada en los propios discos y prevenir una temperatura excesiva se dispone de discos ventilados, que son discos de freno con unos canales en su interior con formas similares a los álabes de un compresor radial.
Al aplicar un momento de frenada excesivo se superaría el límite de adherencia del neumático con el suelo, provocando el bloqueo del giro de la rueda. La Fórmula 1 permitió anteriormente sistemas de frenado antibloqueo (ABS), que mediante un microcontrolador, reducen la presión de frenado antes de que se produzca el deslizamiento del neumático con el suelo. Sin embargo, estos sistemas se prohibieron en la Fórmula 1 en los años 1990. Los pilotos han de aprender a controlar el pedal de freno para evitar bloquear las ruedas.
Reglamentariamente está prohibido el uso de sistemas amplificadores de frenada, es decir el uso de servofreno. En una frenada fuerte la fuerza aplicada al pedal de freno por el piloto ronda los 150 kg. Por lo tanto la única forma de graduar la potencia de frenada es con la fuerza que el piloto ejerce sobre el pedal.
El sistema de frenado está dividido en dos circuitos con una bomba hidráulica para las ruedas delanteras y otra para las traseras. Esto asegura que en caso de fallo de un circuito se pueda utilizar el otro para detenerse. Si solo hubiera un circuito y fallara, sería muy difícil detener un F1.
La relación entre las presiones que ejercen las pinzas hidráulicas sobre los discos de freno delanteros y traseros puede ser regulada en todo momento desde el asiento del piloto. De esta manera se ajusta en carrera el reparto de frenada dependiendo de las circunstancias. Por ejemplo, cuando ha disminuido el coeficiente de adherencia por motivo de la lluvia o por otra causa, la transferencia de carga longitudinal (del eje trasero al delantero) durante la frenada será menor a causa de la menor deceleración posible. En estos casos se cambia la relación entre las presiones de las líneas de frenos para que las ruedas delanteras frenen proporcionalmente menos que en condiciones de mayor adherencia. Con el ajuste del reparto de frenada se puede evitar el sobrecalentamiento de los frenos delanteros utilizando más los traseros y viceversa. Lo normal es que la fuerza de frenado sea siempre mayor en el eje delantero, producto de la transferencia de peso, aunque dependiendo del circuito o gusto del piloto se pueden variar el reparto de frenada.
La eficacia del sistema de frenado de los Fórmula 1, junto con la calidad de los neumáticos que utilizan, permiten reducir la velocidad en distancias y tiempos reducidos. Tan importante es este sistema de frenado, que en los últimos encuentros entre la FIA e ingenieros de este deporte, se ha propuesto la ampliación de estos tiempos y espacios de frenada, haciendo los frenos menos "perfectos" (dando un paso atrás en la evolución) y así lograr mayor entretenimiento y adelantamientos en entradas a curvas. De hacerse, habría que modificar las normas para evitar que los equipos utilizaran algunos diseños y materiales.
Los frenos de Carbono-Carbono Reforzado utilizados en los monoplazas fueron inventados en el desarrollo de la aviación, y gracias a estos se introdujeron los frenos cerámicos, que se están empezando a utilizar en los autos de gama alta. Porsche y Mercedes-Benz son pioneros en fabricar en serie autos de calle con estos frenos.

### Otras áreas
Otras áreas en las que la Fórmula 1 se apoya y realiza grandes avances son:
| - Electrónica: - Gestión electrónica del motor - Control de tracción - Telemetría - Cambio automático - KERS | - Materiales: - Aleaciones ligeras - Materiales cerámicos - Adhesivos - Fibras - Materiales compuestos | - Dispositivos del piloto: - HANS - Casco - Mono ignífugo |

## Derechos audiovisuales
La categoría posee derechos audiovisuales que son adquiridos por medios de comunicación de diferentes países para poder emitir las sesiones de las que se compone el deporte. Según las audiencias, Fórmula 1 se encuentra solo por detrás del fútbol y los Juegos Olímpicos. A principios de la década de 2000 la teleaudiencia mundial rondaba los 500 millones, es decir unos 25 millones de telespectadores por carrera.
En España, La Sexta se encargó de las transmisiones entre 2009 y 2011, pero perdió el contrato por impagos, por lo que en 2012 Mediapro remató los derechos. Estos fueron adquiridos por Antena 3, quien los retiene hasta la finalización de la temporada 2015 y los comparte con Movistar+. También tuvo los derechos TV3, que compartió las retransmisiones con Antena 3 en toda Cataluña desde 1996. En las temporadas 2016 y 2017 el deporte solo se pudo ver en televisión por suscripción a través de Movistar+. La Fórmula 1 comenzó a ser popular en España a partir del paso del español Fernando Alonso por la categoría. El récord de audiencia de un Gran Premio en España lo tiene el de Alemania de 2012, con 4 409 000 telespectadores en promedio.En el periodo de 2008 a 2012, el GP de Europa que era en Valencia se emitió en Canal 9 sin muchas vistas.Desde 2021 hasta 2026 se puede ver en la ott de pago DAZN.
En 2002 los derechos de transmisión para Hispanoamérica, pasaron de la cadena PSN a Fox Sports, debido a la quiebra de la primera. Esto se mantuvo sin cambios hasta 2014, en que el Canal F1 Latin America (Mediapro) adquirió los derechos de transmisión en directo entre 2015 y 2019, por 100 millones de dólares. El acuerdo permite que, aunque la transmisión en directo es por Direct TV, Fox Sports pueda transmitir la mitad de la temporada en directo y el resto en diferido. A finales del 2017 el canal Formula 1 Latin America cerró, cediendo los derechos de transmisión a Fox, quien los empeñó en Fox Premium Action, cobrando el servicio para la visualización de gran parte de las carreras.